# Måns Zelmerlöw
Måns Petter Albert Sahlén Zelmerlöw (n. 13 iunie 1986, Lund Cathedral parish⁠(d), Malmöhus⁠(d), Suedia) este un cântăreț pop suedez. În țara natală, este cunoscut pentru participarea sa la show-ul muzical Idol 2005, câștigarea celui de-al doilea sezon Let's Dance, cât și pentru cântecul "Cara Mia" (2007), care a fost lansat ca și singles în anumite țări europene și în același timp, piesa sa pentru participarea la selecția națională a Concursului Muzical Eurovision. Astfel, el a încercat să câștige pentru a reprezinte Suedia în 2007, 2009 și a reușit în 2015. Zelmerlöw a reprezentat Suedia la Concursul Muzical Eurovision 2015 cu piesa "Heroes", și a câștigat concursul, urmând ca ediția din 2016 să se desfășoare în Suedia.

## Biografie
Måns Zelmerlöw este fiul Birgittei Sahlén, profesor la Universitatea Lund și a doctorului chirurg Sven-Olof Zelmerlöw. A studiat muzica încă din timpul liceului, făcând parte dintr-un cor muzical al liceului.

## Cariera muzicală

### 2005:Idol
Prima apariție a lui Zelmerlöw a fost în 2005 când a apărut în show-ul Idol. A obținut locul 5 și a fost eliminat pe data de 11 noiembrie după 8 săptămâni de show.
| Săptămana       | Săptămana       | Săptămana       | Săptămana       | Săptămana       | Săptămana       | Săptămana       | Săptămana       | Săptămana       | Săptămana       | Săptămana       | Săptămana       | Săptămana       | Săptămana       | Săptămana       | Săptămana       | Săptămana       | Săptămana       | Săptămana       | Săptămana       | Săptămana       | Săptămana       | Săptămana       | Săptămana       | Săptămana       | Săptămana       | Săptămana       | Săptămana       | Săptămana       | Săptămana       | Săptămana       | Săptămana       | Săptămana       | Săptămana       | Săptămana       | Săptămana       | Săptămana       | Săptămana       | Săptămana       | Săptămana       | Săptămana       | Săptămana       | Săptămana       | Săptămana       | Săptămana       | Săptămana       | Săptămana       | Săptămana       | Săptămana       | Săptămana       | Săptămana       | Săptămana       | Săptămana       | Săptămana       | Săptămana       | Săptămana       | Săptămana       | Săptămana       | Săptămana       | Săptămana       | Săptămana       | Săptămana       | Săptămana       | Săptămana       | Săptămana       | Săptămana       | Săptămana       | Săptămana       | Săptămana       | Săptămana       | Săptămana       | Săptămana       | Săptămana       | Săptămana       | Săptămana       | Săptămana       | Săptămana       | Săptămana       | Săptămana       | Săptămana       | Săptămana       | Săptămana       | Săptămana       | Săptămana       | Săptămana       | Săptămana       | Săptămana       | Săptămana       | Săptămana       | Săptămana       | Tema         | Tema         | Tema         | Tema         | Tema         | Tema         | Tema         | Tema         | Tema         | Tema         | Tema         | Tema         | Tema         | Tema         | Tema         | Tema         | Tema         | Tema         | Tema         | Tema         | Tema         | Tema         | Tema         | Tema         | Tema         | Tema         | Tema         | Tema         | Tema         | Tema         | Tema         | Tema         | Tema         | Tema         | Tema         | Tema         | Tema         | Tema         | Tema         | Tema         | Tema         | Tema         | Tema         | Tema         | Tema         | Tema         | Tema         | Tema         | Tema         | Tema         | Tema         | Tema         | Tema         | Tema         | Tema         | Tema         | Tema         | Tema         | Tema         | Tema         | Tema         | Tema         | Tema         | Tema         | Tema         | Tema         | Tema         | Tema         | Tema         | Tema         | Tema         | Tema         | Tema         | Tema         | Tema         | Tema         | Tema         | Tema         | Tema         | Tema         | Tema         | Tema         | Tema         | Tema         | Tema         | Tema         | Tema         | Tema         | Tema         | Tema         | Tema         | Tema         | Tema         | Tema         | Tema         | Tema         | Tema         | Tema         | Tema         | Tema         | Piesa aleasă           | Piesa aleasă           | Piesa aleasă           | Piesa aleasă           | Piesa aleasă           | Piesa aleasă           | Piesa aleasă           | Piesa aleasă           | Piesa aleasă           | Piesa aleasă           | Piesa aleasă           | Piesa aleasă           | Piesa aleasă           | Piesa aleasă           | Piesa aleasă           | Piesa aleasă           | Piesa aleasă           | Piesa aleasă           | Piesa aleasă           | Piesa aleasă           | Piesa aleasă           | Piesa aleasă           | Piesa aleasă           | Piesa aleasă           | Piesa aleasă           | Piesa aleasă           | Piesa aleasă           | Piesa aleasă           | Piesa aleasă           | Piesa aleasă           | Piesa aleasă           | Piesa aleasă           | Piesa aleasă           | Piesa aleasă           | Piesa aleasă           | Piesa aleasă           | Piesa aleasă           | Piesa aleasă           | Piesa aleasă           | Piesa aleasă           | Piesa aleasă           | Piesa aleasă           | Piesa aleasă           | Piesa aleasă           | Piesa aleasă           | Piesa aleasă           | Piesa aleasă           | Piesa aleasă           | Piesa aleasă           | Piesa aleasă           | Piesa aleasă           | Piesa aleasă           | Piesa aleasă           | Piesa aleasă           | Piesa aleasă           | Piesa aleasă           | Piesa aleasă           | Piesa aleasă           | Piesa aleasă           | Piesa aleasă           | Piesa aleasă           | Piesa aleasă           | Piesa aleasă           | Piesa aleasă           | Piesa aleasă           | Piesa aleasă           | Piesa aleasă           | Piesa aleasă           | Piesa aleasă           | Piesa aleasă           | Piesa aleasă           | Piesa aleasă           | Piesa aleasă           | Piesa aleasă           | Piesa aleasă           | Piesa aleasă           | Piesa aleasă           | Piesa aleasă           | Piesa aleasă           | Piesa aleasă           | Piesa aleasă           | Piesa aleasă           | Piesa aleasă           | Piesa aleasă           | Piesa aleasă           | Piesa aleasă           | Piesa aleasă           | Piesa aleasă           | Piesa aleasă           | Piesa aleasă           | Piesa aleasă           | Piesa aleasă           | Piesa aleasă           | Piesa aleasă           | Piesa aleasă           | Piesa aleasă           | Piesa aleasă           | Piesa aleasă           | Piesa aleasă           | Piesa aleasă           | Piesa aleasă           | Piesa aleasă           | Piesa aleasă           | Piesa aleasă           | Piesa aleasă           | Piesa aleasă           | Piesa aleasă           | Piesa aleasă           | Piesa aleasă           | Piesa aleasă           | Piesa aleasă           | Piesa aleasă           | Piesa aleasă           | Piesa aleasă           | Piesa aleasă           | Piesa aleasă           | Piesa aleasă           | Piesa aleasă           | Piesa aleasă           | Piesa aleasă           | Piesa aleasă           | Piesa aleasă           | Piesa aleasă           | Piesa aleasă           | Piesa aleasă           | Piesa aleasă           | Piesa aleasă           | Piesa aleasă           | Piesa aleasă           | Piesa aleasă           | Artistul original | Artistul original | Artistul original | Artistul original | Artistul original | Artistul original | Artistul original | Artistul original | Artistul original | Artistul original | Artistul original | Artistul original | Artistul original | Artistul original | Artistul original | Artistul original | Artistul original | Artistul original | Artistul original | Artistul original | Artistul original | Artistul original | Artistul original | Artistul original | Artistul original | Artistul original | Artistul original | Artistul original | Artistul original | Artistul original | Artistul original | Artistul original | Artistul original | Artistul original | Artistul original | Artistul original | Artistul original | Artistul original | Artistul original | Artistul original | Artistul original | Artistul original | Artistul original | Artistul original | Artistul original | Artistul original | Artistul original | Artistul original | Artistul original | Artistul original | Artistul original | Artistul original | Artistul original | Artistul original | Artistul original | Artistul original | Artistul original | Artistul original | Artistul original | Artistul original | Artistul original | Artistul original | Artistul original | Artistul original | Artistul original | Artistul original | Artistul original | Artistul original | Artistul original | Artistul original | Artistul original | Artistul original | Artistul original | Artistul original | Artistul original | Artistul original | Artistul original | Artistul original | Artistul original | Artistul original | Artistul original | Artistul original | Artistul original | Artistul original | Artistul original | Artistul original | Artistul original | Artistul original | Artistul original | Artistul original | Artistul original | Artistul original | Artistul original | Artistul original | Artistul original | Artistul original | Artistul original | Artistul original | Artistul original | Artistul original |
| Audiție         | Audiție         | Audiție         | Audiție         | Audiție         | Audiție         | Audiție         | Audiție         | Audiție         | Audiție         | Audiție         | Audiție         | Audiție         | Audiție         | Audiție         | Audiție         | Audiție         | Audiție         | Audiție         | Audiție         | Audiție         | Audiție         | Audiție         | Audiție         | Audiție         | Audiție         | Audiție         | Audiție         | Audiție         | Audiție         | Audiție         | Audiție         | Audiție         | Audiție         | Audiție         | Audiție         | Audiție         | Audiție         | Audiție         | Audiție         | Audiție         | Audiție         | Audiție         | Audiție         | Audiție         | Audiție         | Audiție         | Audiție         | Audiție         | Audiție         | Audiție         | Audiție         | Audiție         | Audiție         | Audiție         | Audiție         | Audiție         | Audiție         | Audiție         | Audiție         | Audiție         | Audiție         | Audiție         | Audiție         | Audiție         | Audiție         | Audiție         | Audiție         | Audiție         | Audiție         | Audiție         | Audiție         | Audiție         | Audiție         | Audiție         | Audiție         | Audiție         | Audiție         | Audiție         | Audiție         | Audiție         | Audiție         | Audiție         | Audiție         | Audiție         | Audiție         | Audiție         | Audiție         | Audiție         | Audiție         | fără         | fără         | fără         | fără         | fără         | fără         | fără         | fără         | fără         | fără         | fără         | fără         | fără         | fără         | fără         | fără         | fără         | fără         | fără         | fără         | fără         | fără         | fără         | fără         | fără         | fără         | fără         | fără         | fără         | fără         | fără         | fără         | fără         | fără         | fără         | fără         | fără         | fără         | fără         | fără         | fără         | fără         | fără         | fără         | fără         | fără         | fără         | fără         | fără         | fără         | fără         | fără         | fără         | fără         | fără         | fără         | fără         | fără         | fără         | fără         | fără         | fără         | fără         | fără         | fără         | fără         | fără         | fără         | fără         | fără         | fără         | fără         | fără         | fără         | fără         | fără         | fără         | fără         | fără         | fără         | fără         | fără         | fără         | fără         | fără         | fără         | fără         | fără         | fără         | fără         | fără         | fără         | fără         | fără         | fără         | fără         | fără         | fără         | fără         | fără         | "Hero"                 | "Hero"                 | "Hero"                 | "Hero"                 | "Hero"                 | "Hero"                 | "Hero"                 | "Hero"                 | "Hero"                 | "Hero"                 | "Hero"                 | "Hero"                 | "Hero"                 | "Hero"                 | "Hero"                 | "Hero"                 | "Hero"                 | "Hero"                 | "Hero"                 | "Hero"                 | "Hero"                 | "Hero"                 | "Hero"                 | "Hero"                 | "Hero"                 | "Hero"                 | "Hero"                 | "Hero"                 | "Hero"                 | "Hero"                 | "Hero"                 | "Hero"                 | "Hero"                 | "Hero"                 | "Hero"                 | "Hero"                 | "Hero"                 | "Hero"                 | "Hero"                 | "Hero"                 | "Hero"                 | "Hero"                 | "Hero"                 | "Hero"                 | "Hero"                 | "Hero"                 | "Hero"                 | "Hero"                 | "Hero"                 | "Hero"                 | "Hero"                 | "Hero"                 | "Hero"                 | "Hero"                 | "Hero"                 | "Hero"                 | "Hero"                 | "Hero"                 | "Hero"                 | "Hero"                 | "Hero"                 | "Hero"                 | "Hero"                 | "Hero"                 | "Hero"                 | "Hero"                 | "Hero"                 | "Hero"                 | "Hero"                 | "Hero"                 | "Hero"                 | "Hero"                 | "Hero"                 | "Hero"                 | "Hero"                 | "Hero"                 | "Hero"                 | "Hero"                 | "Hero"                 | "Hero"                 | "Hero"                 | "Hero"                 | "Hero"                 | "Hero"                 | "Hero"                 | "Hero"                 | "Hero"                 | "Hero"                 | "Hero"                 | "Hero"                 | "Hero"                 | "Hero"                 | "Hero"                 | "Hero"                 | "Hero"                 | "Hero"                 | "Hero"                 | "Hero"                 | "Hero"                 | "Hero"                 | "Hero"                 | "Hero"                 | "Hero"                 | "Hero"                 | "Hero"                 | "Hero"                 | "Hero"                 | "Hero"                 | "Hero"                 | "Hero"                 | "Hero"                 | "Hero"                 | "Hero"                 | "Hero"                 | "Hero"                 | "Hero"                 | "Hero"                 | "Hero"                 | "Hero"                 | "Hero"                 | "Hero"                 | "Hero"                 | "Hero"                 | "Hero"                 | "Hero"                 | "Hero"                 | "Hero"                 | "Hero"                 | "Hero"                 | "Hero"                 | Enrique Iglesias  | Enrique Iglesias  | Enrique Iglesias  | Enrique Iglesias  | Enrique Iglesias  | Enrique Iglesias  | Enrique Iglesias  | Enrique Iglesias  | Enrique Iglesias  | Enrique Iglesias  | Enrique Iglesias  | Enrique Iglesias  | Enrique Iglesias  | Enrique Iglesias  | Enrique Iglesias  | Enrique Iglesias  | Enrique Iglesias  | Enrique Iglesias  | Enrique Iglesias  | Enrique Iglesias  | Enrique Iglesias  | Enrique Iglesias  | Enrique Iglesias  | Enrique Iglesias  | Enrique Iglesias  | Enrique Iglesias  | Enrique Iglesias  | Enrique Iglesias  | Enrique Iglesias  | Enrique Iglesias  | Enrique Iglesias  | Enrique Iglesias  | Enrique Iglesias  | Enrique Iglesias  | Enrique Iglesias  | Enrique Iglesias  | Enrique Iglesias  | Enrique Iglesias  | Enrique Iglesias  | Enrique Iglesias  | Enrique Iglesias  | Enrique Iglesias  | Enrique Iglesias  | Enrique Iglesias  | Enrique Iglesias  | Enrique Iglesias  | Enrique Iglesias  | Enrique Iglesias  | Enrique Iglesias  | Enrique Iglesias  | Enrique Iglesias  | Enrique Iglesias  | Enrique Iglesias  | Enrique Iglesias  | Enrique Iglesias  | Enrique Iglesias  | Enrique Iglesias  | Enrique Iglesias  | Enrique Iglesias  | Enrique Iglesias  | Enrique Iglesias  | Enrique Iglesias  | Enrique Iglesias  | Enrique Iglesias  | Enrique Iglesias  | Enrique Iglesias  | Enrique Iglesias  | Enrique Iglesias  | Enrique Iglesias  | Enrique Iglesias  | Enrique Iglesias  | Enrique Iglesias  | Enrique Iglesias  | Enrique Iglesias  | Enrique Iglesias  | Enrique Iglesias  | Enrique Iglesias  | Enrique Iglesias  | Enrique Iglesias  | Enrique Iglesias  | Enrique Iglesias  | Enrique Iglesias  | Enrique Iglesias  | Enrique Iglesias  | Enrique Iglesias  | Enrique Iglesias  | Enrique Iglesias  | Enrique Iglesias  | Enrique Iglesias  | Enrique Iglesias  | Enrique Iglesias  | Enrique Iglesias  | Enrique Iglesias  | Enrique Iglesias  | Enrique Iglesias  | Enrique Iglesias  | Enrique Iglesias  | Enrique Iglesias  | Enrique Iglesias  | Enrique Iglesias  |
| Calificări      | Calificări      | Calificări      | Calificări      | Calificări      | Calificări      | Calificări      | Calificări      | Calificări      | Calificări      | Calificări      | Calificări      | Calificări      | Calificări      | Calificări      | Calificări      | Calificări      | Calificări      | Calificări      | Calificări      | Calificări      | Calificări      | Calificări      | Calificări      | Calificări      | Calificări      | Calificări      | Calificări      | Calificări      | Calificări      | Calificări      | Calificări      | Calificări      | Calificări      | Calificări      | Calificări      | Calificări      | Calificări      | Calificări      | Calificări      | Calificări      | Calificări      | Calificări      | Calificări      | Calificări      | Calificări      | Calificări      | Calificări      | Calificări      | Calificări      | Calificări      | Calificări      | Calificări      | Calificări      | Calificări      | Calificări      | Calificări      | Calificări      | Calificări      | Calificări      | Calificări      | Calificări      | Calificări      | Calificări      | Calificări      | Calificări      | Calificări      | Calificări      | Calificări      | Calificări      | Calificări      | Calificări      | Calificări      | Calificări      | Calificări      | Calificări      | Calificări      | Calificări      | Calificări      | Calificări      | Calificări      | Calificări      | Calificări      | Calificări      | Calificări      | Calificări      | Calificări      | Calificări      | Calificări      | Calificări      | fără         | fără         | fără         | fără         | fără         | fără         | fără         | fără         | fără         | fără         | fără         | fără         | fără         | fără         | fără         | fără         | fără         | fără         | fără         | fără         | fără         | fără         | fără         | fără         | fără         | fără         | fără         | fără         | fără         | fără         | fără         | fără         | fără         | fără         | fără         | fără         | fără         | fără         | fără         | fără         | fără         | fără         | fără         | fără         | fără         | fără         | fără         | fără         | fără         | fără         | fără         | fără         | fără         | fără         | fără         | fără         | fără         | fără         | fără         | fără         | fără         | fără         | fără         | fără         | fără         | fără         | fără         | fără         | fără         | fără         | fără         | fără         | fără         | fără         | fără         | fără         | fără         | fără         | fără         | fără         | fără         | fără         | fără         | fără         | fără         | fără         | fără         | fără         | fără         | fără         | fără         | fără         | fără         | fără         | fără         | fără         | fără         | fără         | fără         | fără         | "Flying Without Wings" | "Flying Without Wings" | "Flying Without Wings" | "Flying Without Wings" | "Flying Without Wings" | "Flying Without Wings" | "Flying Without Wings" | "Flying Without Wings" | "Flying Without Wings" | "Flying Without Wings" | "Flying Without Wings" | "Flying Without Wings" | "Flying Without Wings" | "Flying Without Wings" | "Flying Without Wings" | "Flying Without Wings" | "Flying Without Wings" | "Flying Without Wings" | "Flying Without Wings" | "Flying Without Wings" | "Flying Without Wings" | "Flying Without Wings" | "Flying Without Wings" | "Flying Without Wings" | "Flying Without Wings" | "Flying Without Wings" | "Flying Without Wings" | "Flying Without Wings" | "Flying Without Wings" | "Flying Without Wings" | "Flying Without Wings" | "Flying Without Wings" | "Flying Without Wings" | "Flying Without Wings" | "Flying Without Wings" | "Flying Without Wings" | "Flying Without Wings" | "Flying Without Wings" | "Flying Without Wings" | "Flying Without Wings" | "Flying Without Wings" | "Flying Without Wings" | "Flying Without Wings" | "Flying Without Wings" | "Flying Without Wings" | "Flying Without Wings" | "Flying Without Wings" | "Flying Without Wings" | "Flying Without Wings" | "Flying Without Wings" | "Flying Without Wings" | "Flying Without Wings" | "Flying Without Wings" | "Flying Without Wings" | "Flying Without Wings" | "Flying Without Wings" | "Flying Without Wings" | "Flying Without Wings" | "Flying Without Wings" | "Flying Without Wings" | "Flying Without Wings" | "Flying Without Wings" | "Flying Without Wings" | "Flying Without Wings" | "Flying Without Wings" | "Flying Without Wings" | "Flying Without Wings" | "Flying Without Wings" | "Flying Without Wings" | "Flying Without Wings" | "Flying Without Wings" | "Flying Without Wings" | "Flying Without Wings" | "Flying Without Wings" | "Flying Without Wings" | "Flying Without Wings" | "Flying Without Wings" | "Flying Without Wings" | "Flying Without Wings" | "Flying Without Wings" | "Flying Without Wings" | "Flying Without Wings" | "Flying Without Wings" | "Flying Without Wings" | "Flying Without Wings" | "Flying Without Wings" | "Flying Without Wings" | "Flying Without Wings" | "Flying Without Wings" | "Flying Without Wings" | "Flying Without Wings" | "Flying Without Wings" | "Flying Without Wings" | "Flying Without Wings" | "Flying Without Wings" | "Flying Without Wings" | "Flying Without Wings" | "Flying Without Wings" | "Flying Without Wings" | "Flying Without Wings" | "Flying Without Wings" | "Flying Without Wings" | "Flying Without Wings" | "Flying Without Wings" | "Flying Without Wings" | "Flying Without Wings" | "Flying Without Wings" | "Flying Without Wings" | "Flying Without Wings" | "Flying Without Wings" | "Flying Without Wings" | "Flying Without Wings" | "Flying Without Wings" | "Flying Without Wings" | "Flying Without Wings" | "Flying Without Wings" | "Flying Without Wings" | "Flying Without Wings" | "Flying Without Wings" | "Flying Without Wings" | "Flying Without Wings" | "Flying Without Wings" | "Flying Without Wings" | "Flying Without Wings" | "Flying Without Wings" | "Flying Without Wings" | "Flying Without Wings" | "Flying Without Wings" | "Flying Without Wings" | "Flying Without Wings" | Westlife          | Westlife          | Westlife          | Westlife          | Westlife          | Westlife          | Westlife          | Westlife          | Westlife          | Westlife          | Westlife          | Westlife          | Westlife          | Westlife          | Westlife          | Westlife          | Westlife          | Westlife          | Westlife          | Westlife          | Westlife          | Westlife          | Westlife          | Westlife          | Westlife          | Westlife          | Westlife          | Westlife          | Westlife          | Westlife          | Westlife          | Westlife          | Westlife          | Westlife          | Westlife          | Westlife          | Westlife          | Westlife          | Westlife          | Westlife          | Westlife          | Westlife          | Westlife          | Westlife          | Westlife          | Westlife          | Westlife          | Westlife          | Westlife          | Westlife          | Westlife          | Westlife          | Westlife          | Westlife          | Westlife          | Westlife          | Westlife          | Westlife          | Westlife          | Westlife          | Westlife          | Westlife          | Westlife          | Westlife          | Westlife          | Westlife          | Westlife          | Westlife          | Westlife          | Westlife          | Westlife          | Westlife          | Westlife          | Westlife          | Westlife          | Westlife          | Westlife          | Westlife          | Westlife          | Westlife          | Westlife          | Westlife          | Westlife          | Westlife          | Westlife          | Westlife          | Westlife          | Westlife          | Westlife          | Westlife          | Westlife          | Westlife          | Westlife          | Westlife          | Westlife          | Westlife          | Westlife          | Westlife          | Westlife          | Westlife          |
| Săptămâna 1     | Săptămâna 1     | Săptămâna 1     | Săptămâna 1     | Săptămâna 1     | Săptămâna 1     | Săptămâna 1     | Săptămâna 1     | Săptămâna 1     | Săptămâna 1     | Săptămâna 1     | Săptămâna 1     | Săptămâna 1     | Săptămâna 1     | Săptămâna 1     | Săptămâna 1     | Săptămâna 1     | Săptămâna 1     | Săptămâna 1     | Săptămâna 1     | Săptămâna 1     | Săptămâna 1     | Săptămâna 1     | Săptămâna 1     | Săptămâna 1     | Săptămâna 1     | Săptămâna 1     | Săptămâna 1     | Săptămâna 1     | Săptămâna 1     | Săptămâna 1     | Săptămâna 1     | Săptămâna 1     | Săptămâna 1     | Săptămâna 1     | Săptămâna 1     | Săptămâna 1     | Săptămâna 1     | Săptămâna 1     | Săptămâna 1     | Săptămâna 1     | Săptămâna 1     | Săptămâna 1     | Săptămâna 1     | Săptămâna 1     | Săptămâna 1     | Săptămâna 1     | Săptămâna 1     | Săptămâna 1     | Săptămâna 1     | Săptămâna 1     | Săptămâna 1     | Săptămâna 1     | Săptămâna 1     | Săptămâna 1     | Săptămâna 1     | Săptămâna 1     | Săptămâna 1     | Săptămâna 1     | Săptămâna 1     | Săptămâna 1     | Săptămâna 1     | Săptămâna 1     | Săptămâna 1     | Săptămâna 1     | Săptămâna 1     | Săptămâna 1     | Săptămâna 1     | Săptămâna 1     | Săptămâna 1     | Săptămâna 1     | Săptămâna 1     | Săptămâna 1     | Săptămâna 1     | Săptămâna 1     | Săptămâna 1     | Săptămâna 1     | Săptămâna 1     | Săptămâna 1     | Săptămâna 1     | Săptămâna 1     | Săptămâna 1     | Săptămâna 1     | Săptămâna 1     | Săptămâna 1     | Săptămâna 1     | Săptămâna 1     | Săptămâna 1     | Săptămâna 1     | Săptămâna 1     | My Own Idol  | My Own Idol  | My Own Idol  | My Own Idol  | My Own Idol  | My Own Idol  | My Own Idol  | My Own Idol  | My Own Idol  | My Own Idol  | My Own Idol  | My Own Idol  | My Own Idol  | My Own Idol  | My Own Idol  | My Own Idol  | My Own Idol  | My Own Idol  | My Own Idol  | My Own Idol  | My Own Idol  | My Own Idol  | My Own Idol  | My Own Idol  | My Own Idol  | My Own Idol  | My Own Idol  | My Own Idol  | My Own Idol  | My Own Idol  | My Own Idol  | My Own Idol  | My Own Idol  | My Own Idol  | My Own Idol  | My Own Idol  | My Own Idol  | My Own Idol  | My Own Idol  | My Own Idol  | My Own Idol  | My Own Idol  | My Own Idol  | My Own Idol  | My Own Idol  | My Own Idol  | My Own Idol  | My Own Idol  | My Own Idol  | My Own Idol  | My Own Idol  | My Own Idol  | My Own Idol  | My Own Idol  | My Own Idol  | My Own Idol  | My Own Idol  | My Own Idol  | My Own Idol  | My Own Idol  | My Own Idol  | My Own Idol  | My Own Idol  | My Own Idol  | My Own Idol  | My Own Idol  | My Own Idol  | My Own Idol  | My Own Idol  | My Own Idol  | My Own Idol  | My Own Idol  | My Own Idol  | My Own Idol  | My Own Idol  | My Own Idol  | My Own Idol  | My Own Idol  | My Own Idol  | My Own Idol  | My Own Idol  | My Own Idol  | My Own Idol  | My Own Idol  | My Own Idol  | My Own Idol  | My Own Idol  | My Own Idol  | My Own Idol  | My Own Idol  | My Own Idol  | My Own Idol  | My Own Idol  | My Own Idol  | My Own Idol  | My Own Idol  | My Own Idol  | My Own Idol  | My Own Idol  | My Own Idol  | "Millennium"           | "Millennium"           | "Millennium"           | "Millennium"           | "Millennium"           | "Millennium"           | "Millennium"           | "Millennium"           | "Millennium"           | "Millennium"           | "Millennium"           | "Millennium"           | "Millennium"           | "Millennium"           | "Millennium"           | "Millennium"           | "Millennium"           | "Millennium"           | "Millennium"           | "Millennium"           | "Millennium"           | "Millennium"           | "Millennium"           | "Millennium"           | "Millennium"           | "Millennium"           | "Millennium"           | "Millennium"           | "Millennium"           | "Millennium"           | "Millennium"           | "Millennium"           | "Millennium"           | "Millennium"           | "Millennium"           | "Millennium"           | "Millennium"           | "Millennium"           | "Millennium"           | "Millennium"           | "Millennium"           | "Millennium"           | "Millennium"           | "Millennium"           | "Millennium"           | "Millennium"           | "Millennium"           | "Millennium"           | "Millennium"           | "Millennium"           | "Millennium"           | "Millennium"           | "Millennium"           | "Millennium"           | "Millennium"           | "Millennium"           | "Millennium"           | "Millennium"           | "Millennium"           | "Millennium"           | "Millennium"           | "Millennium"           | "Millennium"           | "Millennium"           | "Millennium"           | "Millennium"           | "Millennium"           | "Millennium"           | "Millennium"           | "Millennium"           | "Millennium"           | "Millennium"           | "Millennium"           | "Millennium"           | "Millennium"           | "Millennium"           | "Millennium"           | "Millennium"           | "Millennium"           | "Millennium"           | "Millennium"           | "Millennium"           | "Millennium"           | "Millennium"           | "Millennium"           | "Millennium"           | "Millennium"           | "Millennium"           | "Millennium"           | "Millennium"           | "Millennium"           | "Millennium"           | "Millennium"           | "Millennium"           | "Millennium"           | "Millennium"           | "Millennium"           | "Millennium"           | "Millennium"           | "Millennium"           | "Millennium"           | "Millennium"           | "Millennium"           | "Millennium"           | "Millennium"           | "Millennium"           | "Millennium"           | "Millennium"           | "Millennium"           | "Millennium"           | "Millennium"           | "Millennium"           | "Millennium"           | "Millennium"           | "Millennium"           | "Millennium"           | "Millennium"           | "Millennium"           | "Millennium"           | "Millennium"           | "Millennium"           | "Millennium"           | "Millennium"           | "Millennium"           | "Millennium"           | "Millennium"           | "Millennium"           | "Millennium"           | "Millennium"           | "Millennium"           | Robbie Williams   | Robbie Williams   | Robbie Williams   | Robbie Williams   | Robbie Williams   | Robbie Williams   | Robbie Williams   | Robbie Williams   | Robbie Williams   | Robbie Williams   | Robbie Williams   | Robbie Williams   | Robbie Williams   | Robbie Williams   | Robbie Williams   | Robbie Williams   | Robbie Williams   | Robbie Williams   | Robbie Williams   | Robbie Williams   | Robbie Williams   | Robbie Williams   | Robbie Williams   | Robbie Williams   | Robbie Williams   | Robbie Williams   | Robbie Williams   | Robbie Williams   | Robbie Williams   | Robbie Williams   | Robbie Williams   | Robbie Williams   | Robbie Williams   | Robbie Williams   | Robbie Williams   | Robbie Williams   | Robbie Williams   | Robbie Williams   | Robbie Williams   | Robbie Williams   | Robbie Williams   | Robbie Williams   | Robbie Williams   | Robbie Williams   | Robbie Williams   | Robbie Williams   | Robbie Williams   | Robbie Williams   | Robbie Williams   | Robbie Williams   | Robbie Williams   | Robbie Williams   | Robbie Williams   | Robbie Williams   | Robbie Williams   | Robbie Williams   | Robbie Williams   | Robbie Williams   | Robbie Williams   | Robbie Williams   | Robbie Williams   | Robbie Williams   | Robbie Williams   | Robbie Williams   | Robbie Williams   | Robbie Williams   | Robbie Williams   | Robbie Williams   | Robbie Williams   | Robbie Williams   | Robbie Williams   | Robbie Williams   | Robbie Williams   | Robbie Williams   | Robbie Williams   | Robbie Williams   | Robbie Williams   | Robbie Williams   | Robbie Williams   | Robbie Williams   | Robbie Williams   | Robbie Williams   | Robbie Williams   | Robbie Williams   | Robbie Williams   | Robbie Williams   | Robbie Williams   | Robbie Williams   | Robbie Williams   | Robbie Williams   | Robbie Williams   | Robbie Williams   | Robbie Williams   | Robbie Williams   | Robbie Williams   | Robbie Williams   | Robbie Williams   | Robbie Williams   | Robbie Williams   | Robbie Williams   |
| Săptămâna 2     | Săptămâna 2     | Săptămâna 2     | Săptămâna 2     | Săptămâna 2     | Săptămâna 2     | Săptămâna 2     | Săptămâna 2     | Săptămâna 2     | Săptămâna 2     | Săptămâna 2     | Săptămâna 2     | Săptămâna 2     | Săptămâna 2     | Săptămâna 2     | Săptămâna 2     | Săptămâna 2     | Săptămâna 2     | Săptămâna 2     | Săptămâna 2     | Săptămâna 2     | Săptămâna 2     | Săptămâna 2     | Săptămâna 2     | Săptămâna 2     | Săptămâna 2     | Săptămâna 2     | Săptămâna 2     | Săptămâna 2     | Săptămâna 2     | Săptămâna 2     | Săptămâna 2     | Săptămâna 2     | Săptămâna 2     | Săptămâna 2     | Săptămâna 2     | Săptămâna 2     | Săptămâna 2     | Săptămâna 2     | Săptămâna 2     | Săptămâna 2     | Săptămâna 2     | Săptămâna 2     | Săptămâna 2     | Săptămâna 2     | Săptămâna 2     | Săptămâna 2     | Săptămâna 2     | Săptămâna 2     | Săptămâna 2     | Săptămâna 2     | Săptămâna 2     | Săptămâna 2     | Săptămâna 2     | Săptămâna 2     | Săptămâna 2     | Săptămâna 2     | Săptămâna 2     | Săptămâna 2     | Săptămâna 2     | Săptămâna 2     | Săptămâna 2     | Săptămâna 2     | Săptămâna 2     | Săptămâna 2     | Săptămâna 2     | Săptămâna 2     | Săptămâna 2     | Săptămâna 2     | Săptămâna 2     | Săptămâna 2     | Săptămâna 2     | Săptămâna 2     | Săptămâna 2     | Săptămâna 2     | Săptămâna 2     | Săptămâna 2     | Săptămâna 2     | Săptămâna 2     | Săptămâna 2     | Săptămâna 2     | Săptămâna 2     | Săptămâna 2     | Săptămâna 2     | Săptămâna 2     | Săptămâna 2     | Săptămâna 2     | Săptămâna 2     | Săptămâna 2     | Săptămâna 2     | 80s          | 80s          | 80s          | 80s          | 80s          | 80s          | 80s          | 80s          | 80s          | 80s          | 80s          | 80s          | 80s          | 80s          | 80s          | 80s          | 80s          | 80s          | 80s          | 80s          | 80s          | 80s          | 80s          | 80s          | 80s          | 80s          | 80s          | 80s          | 80s          | 80s          | 80s          | 80s          | 80s          | 80s          | 80s          | 80s          | 80s          | 80s          | 80s          | 80s          | 80s          | 80s          | 80s          | 80s          | 80s          | 80s          | 80s          | 80s          | 80s          | 80s          | 80s          | 80s          | 80s          | 80s          | 80s          | 80s          | 80s          | 80s          | 80s          | 80s          | 80s          | 80s          | 80s          | 80s          | 80s          | 80s          | 80s          | 80s          | 80s          | 80s          | 80s          | 80s          | 80s          | 80s          | 80s          | 80s          | 80s          | 80s          | 80s          | 80s          | 80s          | 80s          | 80s          | 80s          | 80s          | 80s          | 80s          | 80s          | 80s          | 80s          | 80s          | 80s          | 80s          | 80s          | 80s          | 80s          | 80s          | 80s          | 80s          | 80s          | "The Look"             | "The Look"             | "The Look"             | "The Look"             | "The Look"             | "The Look"             | "The Look"             | "The Look"             | "The Look"             | "The Look"             | "The Look"             | "The Look"             | "The Look"             | "The Look"             | "The Look"             | "The Look"             | "The Look"             | "The Look"             | "The Look"             | "The Look"             | "The Look"             | "The Look"             | "The Look"             | "The Look"             | "The Look"             | "The Look"             | "The Look"             | "The Look"             | "The Look"             | "The Look"             | "The Look"             | "The Look"             | "The Look"             | "The Look"             | "The Look"             | "The Look"             | "The Look"             | "The Look"             | "The Look"             | "The Look"             | "The Look"             | "The Look"             | "The Look"             | "The Look"             | "The Look"             | "The Look"             | "The Look"             | "The Look"             | "The Look"             | "The Look"             | "The Look"             | "The Look"             | "The Look"             | "The Look"             | "The Look"             | "The Look"             | "The Look"             | "The Look"             | "The Look"             | "The Look"             | "The Look"             | "The Look"             | "The Look"             | "The Look"             | "The Look"             | "The Look"             | "The Look"             | "The Look"             | "The Look"             | "The Look"             | "The Look"             | "The Look"             | "The Look"             | "The Look"             | "The Look"             | "The Look"             | "The Look"             | "The Look"             | "The Look"             | "The Look"             | "The Look"             | "The Look"             | "The Look"             | "The Look"             | "The Look"             | "The Look"             | "The Look"             | "The Look"             | "The Look"             | "The Look"             | "The Look"             | "The Look"             | "The Look"             | "The Look"             | "The Look"             | "The Look"             | "The Look"             | "The Look"             | "The Look"             | "The Look"             | "The Look"             | "The Look"             | "The Look"             | "The Look"             | "The Look"             | "The Look"             | "The Look"             | "The Look"             | "The Look"             | "The Look"             | "The Look"             | "The Look"             | "The Look"             | "The Look"             | "The Look"             | "The Look"             | "The Look"             | "The Look"             | "The Look"             | "The Look"             | "The Look"             | "The Look"             | "The Look"             | "The Look"             | "The Look"             | "The Look"             | "The Look"             | "The Look"             | "The Look"             | "The Look"             | Roxette           | Roxette           | Roxette           | Roxette           | Roxette           | Roxette           | Roxette           | Roxette           | Roxette           | Roxette           | Roxette           | Roxette           | Roxette           | Roxette           | Roxette           | Roxette           | Roxette           | Roxette           | Roxette           | Roxette           | Roxette           | Roxette           | Roxette           | Roxette           | Roxette           | Roxette           | Roxette           | Roxette           | Roxette           | Roxette           | Roxette           | Roxette           | Roxette           | Roxette           | Roxette           | Roxette           | Roxette           | Roxette           | Roxette           | Roxette           | Roxette           | Roxette           | Roxette           | Roxette           | Roxette           | Roxette           | Roxette           | Roxette           | Roxette           | Roxette           | Roxette           | Roxette           | Roxette           | Roxette           | Roxette           | Roxette           | Roxette           | Roxette           | Roxette           | Roxette           | Roxette           | Roxette           | Roxette           | Roxette           | Roxette           | Roxette           | Roxette           | Roxette           | Roxette           | Roxette           | Roxette           | Roxette           | Roxette           | Roxette           | Roxette           | Roxette           | Roxette           | Roxette           | Roxette           | Roxette           | Roxette           | Roxette           | Roxette           | Roxette           | Roxette           | Roxette           | Roxette           | Roxette           | Roxette           | Roxette           | Roxette           | Roxette           | Roxette           | Roxette           | Roxette           | Roxette           | Roxette           | Roxette           | Roxette           | Roxette           |
| Săptămâna 3     | Săptămâna 3     | Săptămâna 3     | Săptămâna 3     | Săptămâna 3     | Săptămâna 3     | Săptămâna 3     | Săptămâna 3     | Săptămâna 3     | Săptămâna 3     | Săptămâna 3     | Săptămâna 3     | Săptămâna 3     | Săptămâna 3     | Săptămâna 3     | Săptămâna 3     | Săptămâna 3     | Săptămâna 3     | Săptămâna 3     | Săptămâna 3     | Săptămâna 3     | Săptămâna 3     | Săptămâna 3     | Săptămâna 3     | Săptămâna 3     | Săptămâna 3     | Săptămâna 3     | Săptămâna 3     | Săptămâna 3     | Săptămâna 3     | Săptămâna 3     | Săptămâna 3     | Săptămâna 3     | Săptămâna 3     | Săptămâna 3     | Săptămâna 3     | Săptămâna 3     | Săptămâna 3     | Săptămâna 3     | Săptămâna 3     | Săptămâna 3     | Săptămâna 3     | Săptămâna 3     | Săptămâna 3     | Săptămâna 3     | Săptămâna 3     | Săptămâna 3     | Săptămâna 3     | Săptămâna 3     | Săptămâna 3     | Săptămâna 3     | Săptămâna 3     | Săptămâna 3     | Săptămâna 3     | Săptămâna 3     | Săptămâna 3     | Săptămâna 3     | Săptămâna 3     | Săptămâna 3     | Săptămâna 3     | Săptămâna 3     | Săptămâna 3     | Săptămâna 3     | Săptămâna 3     | Săptămâna 3     | Săptămâna 3     | Săptămâna 3     | Săptămâna 3     | Săptămâna 3     | Săptămâna 3     | Săptămâna 3     | Săptămâna 3     | Săptămâna 3     | Săptămâna 3     | Săptămâna 3     | Săptămâna 3     | Săptămâna 3     | Săptămâna 3     | Săptămâna 3     | Săptămâna 3     | Săptămâna 3     | Săptămâna 3     | Săptămâna 3     | Săptămâna 3     | Săptămâna 3     | Săptămâna 3     | Săptămâna 3     | Săptămâna 3     | Săptămâna 3     | Săptămâna 3     | Swedish Hits | Swedish Hits | Swedish Hits | Swedish Hits | Swedish Hits | Swedish Hits | Swedish Hits | Swedish Hits | Swedish Hits | Swedish Hits | Swedish Hits | Swedish Hits | Swedish Hits | Swedish Hits | Swedish Hits | Swedish Hits | Swedish Hits | Swedish Hits | Swedish Hits | Swedish Hits | Swedish Hits | Swedish Hits | Swedish Hits | Swedish Hits | Swedish Hits | Swedish Hits | Swedish Hits | Swedish Hits | Swedish Hits | Swedish Hits | Swedish Hits | Swedish Hits | Swedish Hits | Swedish Hits | Swedish Hits | Swedish Hits | Swedish Hits | Swedish Hits | Swedish Hits | Swedish Hits | Swedish Hits | Swedish Hits | Swedish Hits | Swedish Hits | Swedish Hits | Swedish Hits | Swedish Hits | Swedish Hits | Swedish Hits | Swedish Hits | Swedish Hits | Swedish Hits | Swedish Hits | Swedish Hits | Swedish Hits | Swedish Hits | Swedish Hits | Swedish Hits | Swedish Hits | Swedish Hits | Swedish Hits | Swedish Hits | Swedish Hits | Swedish Hits | Swedish Hits | Swedish Hits | Swedish Hits | Swedish Hits | Swedish Hits | Swedish Hits | Swedish Hits | Swedish Hits | Swedish Hits | Swedish Hits | Swedish Hits | Swedish Hits | Swedish Hits | Swedish Hits | Swedish Hits | Swedish Hits | Swedish Hits | Swedish Hits | Swedish Hits | Swedish Hits | Swedish Hits | Swedish Hits | Swedish Hits | Swedish Hits | Swedish Hits | Swedish Hits | Swedish Hits | Swedish Hits | Swedish Hits | Swedish Hits | Swedish Hits | Swedish Hits | Swedish Hits | Swedish Hits | Swedish Hits | Swedish Hits | "Astrologen"           | "Astrologen"           | "Astrologen"           | "Astrologen"           | "Astrologen"           | "Astrologen"           | "Astrologen"           | "Astrologen"           | "Astrologen"           | "Astrologen"           | "Astrologen"           | "Astrologen"           | "Astrologen"           | "Astrologen"           | "Astrologen"           | "Astrologen"           | "Astrologen"           | "Astrologen"           | "Astrologen"           | "Astrologen"           | "Astrologen"           | "Astrologen"           | "Astrologen"           | "Astrologen"           | "Astrologen"           | "Astrologen"           | "Astrologen"           | "Astrologen"           | "Astrologen"           | "Astrologen"           | "Astrologen"           | "Astrologen"           | "Astrologen"           | "Astrologen"           | "Astrologen"           | "Astrologen"           | "Astrologen"           | "Astrologen"           | "Astrologen"           | "Astrologen"           | "Astrologen"           | "Astrologen"           | "Astrologen"           | "Astrologen"           | "Astrologen"           | "Astrologen"           | "Astrologen"           | "Astrologen"           | "Astrologen"           | "Astrologen"           | "Astrologen"           | "Astrologen"           | "Astrologen"           | "Astrologen"           | "Astrologen"           | "Astrologen"           | "Astrologen"           | "Astrologen"           | "Astrologen"           | "Astrologen"           | "Astrologen"           | "Astrologen"           | "Astrologen"           | "Astrologen"           | "Astrologen"           | "Astrologen"           | "Astrologen"           | "Astrologen"           | "Astrologen"           | "Astrologen"           | "Astrologen"           | "Astrologen"           | "Astrologen"           | "Astrologen"           | "Astrologen"           | "Astrologen"           | "Astrologen"           | "Astrologen"           | "Astrologen"           | "Astrologen"           | "Astrologen"           | "Astrologen"           | "Astrologen"           | "Astrologen"           | "Astrologen"           | "Astrologen"           | "Astrologen"           | "Astrologen"           | "Astrologen"           | "Astrologen"           | "Astrologen"           | "Astrologen"           | "Astrologen"           | "Astrologen"           | "Astrologen"           | "Astrologen"           | "Astrologen"           | "Astrologen"           | "Astrologen"           | "Astrologen"           | "Astrologen"           | "Astrologen"           | "Astrologen"           | "Astrologen"           | "Astrologen"           | "Astrologen"           | "Astrologen"           | "Astrologen"           | "Astrologen"           | "Astrologen"           | "Astrologen"           | "Astrologen"           | "Astrologen"           | "Astrologen"           | "Astrologen"           | "Astrologen"           | "Astrologen"           | "Astrologen"           | "Astrologen"           | "Astrologen"           | "Astrologen"           | "Astrologen"           | "Astrologen"           | "Astrologen"           | "Astrologen"           | "Astrologen"           | "Astrologen"           | "Astrologen"           | "Astrologen"           | "Astrologen"           | Magnus Uggla      | Magnus Uggla      | Magnus Uggla      | Magnus Uggla      | Magnus Uggla      | Magnus Uggla      | Magnus Uggla      | Magnus Uggla      | Magnus Uggla      | Magnus Uggla      | Magnus Uggla      | Magnus Uggla      | Magnus Uggla      | Magnus Uggla      | Magnus Uggla      | Magnus Uggla      | Magnus Uggla      | Magnus Uggla      | Magnus Uggla      | Magnus Uggla      | Magnus Uggla      | Magnus Uggla      | Magnus Uggla      | Magnus Uggla      | Magnus Uggla      | Magnus Uggla      | Magnus Uggla      | Magnus Uggla      | Magnus Uggla      | Magnus Uggla      | Magnus Uggla      | Magnus Uggla      | Magnus Uggla      | Magnus Uggla      | Magnus Uggla      | Magnus Uggla      | Magnus Uggla      | Magnus Uggla      | Magnus Uggla      | Magnus Uggla      | Magnus Uggla      | Magnus Uggla      | Magnus Uggla      | Magnus Uggla      | Magnus Uggla      | Magnus Uggla      | Magnus Uggla      | Magnus Uggla      | Magnus Uggla      | Magnus Uggla      | Magnus Uggla      | Magnus Uggla      | Magnus Uggla      | Magnus Uggla      | Magnus Uggla      | Magnus Uggla      | Magnus Uggla      | Magnus Uggla      | Magnus Uggla      | Magnus Uggla      | Magnus Uggla      | Magnus Uggla      | Magnus Uggla      | Magnus Uggla      | Magnus Uggla      | Magnus Uggla      | Magnus Uggla      | Magnus Uggla      | Magnus Uggla      | Magnus Uggla      | Magnus Uggla      | Magnus Uggla      | Magnus Uggla      | Magnus Uggla      | Magnus Uggla      | Magnus Uggla      | Magnus Uggla      | Magnus Uggla      | Magnus Uggla      | Magnus Uggla      | Magnus Uggla      | Magnus Uggla      | Magnus Uggla      | Magnus Uggla      | Magnus Uggla      | Magnus Uggla      | Magnus Uggla      | Magnus Uggla      | Magnus Uggla      | Magnus Uggla      | Magnus Uggla      | Magnus Uggla      | Magnus Uggla      | Magnus Uggla      | Magnus Uggla      | Magnus Uggla      | Magnus Uggla      | Magnus Uggla      | Magnus Uggla      | Magnus Uggla      |
| Săptămâna 4     | Săptămâna 4     | Săptămâna 4     | Săptămâna 4     | Săptămâna 4     | Săptămâna 4     | Săptămâna 4     | Săptămâna 4     | Săptămâna 4     | Săptămâna 4     | Săptămâna 4     | Săptămâna 4     | Săptămâna 4     | Săptămâna 4     | Săptămâna 4     | Săptămâna 4     | Săptămâna 4     | Săptămâna 4     | Săptămâna 4     | Săptămâna 4     | Săptămâna 4     | Săptămâna 4     | Săptămâna 4     | Săptămâna 4     | Săptămâna 4     | Săptămâna 4     | Săptămâna 4     | Săptămâna 4     | Săptămâna 4     | Săptămâna 4     | Săptămâna 4     | Săptămâna 4     | Săptămâna 4     | Săptămâna 4     | Săptămâna 4     | Săptămâna 4     | Săptămâna 4     | Săptămâna 4     | Săptămâna 4     | Săptămâna 4     | Săptămâna 4     | Săptămâna 4     | Săptămâna 4     | Săptămâna 4     | Săptămâna 4     | Săptămâna 4     | Săptămâna 4     | Săptămâna 4     | Săptămâna 4     | Săptămâna 4     | Săptămâna 4     | Săptămâna 4     | Săptămâna 4     | Săptămâna 4     | Săptămâna 4     | Săptămâna 4     | Săptămâna 4     | Săptămâna 4     | Săptămâna 4     | Săptămâna 4     | Săptămâna 4     | Săptămâna 4     | Săptămâna 4     | Săptămâna 4     | Săptămâna 4     | Săptămâna 4     | Săptămâna 4     | Săptămâna 4     | Săptămâna 4     | Săptămâna 4     | Săptămâna 4     | Săptămâna 4     | Săptămâna 4     | Săptămâna 4     | Săptămâna 4     | Săptămâna 4     | Săptămâna 4     | Săptămâna 4     | Săptămâna 4     | Săptămâna 4     | Săptămâna 4     | Săptămâna 4     | Săptămâna 4     | Săptămâna 4     | Săptămâna 4     | Săptămâna 4     | Săptămâna 4     | Săptămâna 4     | Săptămâna 4     | Săptămâna 4     | Pop Hits     | Pop Hits     | Pop Hits     | Pop Hits     | Pop Hits     | Pop Hits     | Pop Hits     | Pop Hits     | Pop Hits     | Pop Hits     | Pop Hits     | Pop Hits     | Pop Hits     | Pop Hits     | Pop Hits     | Pop Hits     | Pop Hits     | Pop Hits     | Pop Hits     | Pop Hits     | Pop Hits     | Pop Hits     | Pop Hits     | Pop Hits     | Pop Hits     | Pop Hits     | Pop Hits     | Pop Hits     | Pop Hits     | Pop Hits     | Pop Hits     | Pop Hits     | Pop Hits     | Pop Hits     | Pop Hits     | Pop Hits     | Pop Hits     | Pop Hits     | Pop Hits     | Pop Hits     | Pop Hits     | Pop Hits     | Pop Hits     | Pop Hits     | Pop Hits     | Pop Hits     | Pop Hits     | Pop Hits     | Pop Hits     | Pop Hits     | Pop Hits     | Pop Hits     | Pop Hits     | Pop Hits     | Pop Hits     | Pop Hits     | Pop Hits     | Pop Hits     | Pop Hits     | Pop Hits     | Pop Hits     | Pop Hits     | Pop Hits     | Pop Hits     | Pop Hits     | Pop Hits     | Pop Hits     | Pop Hits     | Pop Hits     | Pop Hits     | Pop Hits     | Pop Hits     | Pop Hits     | Pop Hits     | Pop Hits     | Pop Hits     | Pop Hits     | Pop Hits     | Pop Hits     | Pop Hits     | Pop Hits     | Pop Hits     | Pop Hits     | Pop Hits     | Pop Hits     | Pop Hits     | Pop Hits     | Pop Hits     | Pop Hits     | Pop Hits     | Pop Hits     | Pop Hits     | Pop Hits     | Pop Hits     | Pop Hits     | Pop Hits     | Pop Hits     | Pop Hits     | Pop Hits     | Pop Hits     | "Escape"               | "Escape"               | "Escape"               | "Escape"               | "Escape"               | "Escape"               | "Escape"               | "Escape"               | "Escape"               | "Escape"               | "Escape"               | "Escape"               | "Escape"               | "Escape"               | "Escape"               | "Escape"               | "Escape"               | "Escape"               | "Escape"               | "Escape"               | "Escape"               | "Escape"               | "Escape"               | "Escape"               | "Escape"               | "Escape"               | "Escape"               | "Escape"               | "Escape"               | "Escape"               | "Escape"               | "Escape"               | "Escape"               | "Escape"               | "Escape"               | "Escape"               | "Escape"               | "Escape"               | "Escape"               | "Escape"               | "Escape"               | "Escape"               | "Escape"               | "Escape"               | "Escape"               | "Escape"               | "Escape"               | "Escape"               | "Escape"               | "Escape"               | "Escape"               | "Escape"               | "Escape"               | "Escape"               | "Escape"               | "Escape"               | "Escape"               | "Escape"               | "Escape"               | "Escape"               | "Escape"               | "Escape"               | "Escape"               | "Escape"               | "Escape"               | "Escape"               | "Escape"               | "Escape"               | "Escape"               | "Escape"               | "Escape"               | "Escape"               | "Escape"               | "Escape"               | "Escape"               | "Escape"               | "Escape"               | "Escape"               | "Escape"               | "Escape"               | "Escape"               | "Escape"               | "Escape"               | "Escape"               | "Escape"               | "Escape"               | "Escape"               | "Escape"               | "Escape"               | "Escape"               | "Escape"               | "Escape"               | "Escape"               | "Escape"               | "Escape"               | "Escape"               | "Escape"               | "Escape"               | "Escape"               | "Escape"               | "Escape"               | "Escape"               | "Escape"               | "Escape"               | "Escape"               | "Escape"               | "Escape"               | "Escape"               | "Escape"               | "Escape"               | "Escape"               | "Escape"               | "Escape"               | "Escape"               | "Escape"               | "Escape"               | "Escape"               | "Escape"               | "Escape"               | "Escape"               | "Escape"               | "Escape"               | "Escape"               | "Escape"               | "Escape"               | "Escape"               | "Escape"               | "Escape"               | "Escape"               | "Escape"               | Enrique Iglesias  | Enrique Iglesias  | Enrique Iglesias  | Enrique Iglesias  | Enrique Iglesias  | Enrique Iglesias  | Enrique Iglesias  | Enrique Iglesias  | Enrique Iglesias  | Enrique Iglesias  | Enrique Iglesias  | Enrique Iglesias  | Enrique Iglesias  | Enrique Iglesias  | Enrique Iglesias  | Enrique Iglesias  | Enrique Iglesias  | Enrique Iglesias  | Enrique Iglesias  | Enrique Iglesias  | Enrique Iglesias  | Enrique Iglesias  | Enrique Iglesias  | Enrique Iglesias  | Enrique Iglesias  | Enrique Iglesias  | Enrique Iglesias  | Enrique Iglesias  | Enrique Iglesias  | Enrique Iglesias  | Enrique Iglesias  | Enrique Iglesias  | Enrique Iglesias  | Enrique Iglesias  | Enrique Iglesias  | Enrique Iglesias  | Enrique Iglesias  | Enrique Iglesias  | Enrique Iglesias  | Enrique Iglesias  | Enrique Iglesias  | Enrique Iglesias  | Enrique Iglesias  | Enrique Iglesias  | Enrique Iglesias  | Enrique Iglesias  | Enrique Iglesias  | Enrique Iglesias  | Enrique Iglesias  | Enrique Iglesias  | Enrique Iglesias  | Enrique Iglesias  | Enrique Iglesias  | Enrique Iglesias  | Enrique Iglesias  | Enrique Iglesias  | Enrique Iglesias  | Enrique Iglesias  | Enrique Iglesias  | Enrique Iglesias  | Enrique Iglesias  | Enrique Iglesias  | Enrique Iglesias  | Enrique Iglesias  | Enrique Iglesias  | Enrique Iglesias  | Enrique Iglesias  | Enrique Iglesias  | Enrique Iglesias  | Enrique Iglesias  | Enrique Iglesias  | Enrique Iglesias  | Enrique Iglesias  | Enrique Iglesias  | Enrique Iglesias  | Enrique Iglesias  | Enrique Iglesias  | Enrique Iglesias  | Enrique Iglesias  | Enrique Iglesias  | Enrique Iglesias  | Enrique Iglesias  | Enrique Iglesias  | Enrique Iglesias  | Enrique Iglesias  | Enrique Iglesias  | Enrique Iglesias  | Enrique Iglesias  | Enrique Iglesias  | Enrique Iglesias  | Enrique Iglesias  | Enrique Iglesias  | Enrique Iglesias  | Enrique Iglesias  | Enrique Iglesias  | Enrique Iglesias  | Enrique Iglesias  | Enrique Iglesias  | Enrique Iglesias  | Enrique Iglesias  |
| Săptămâna 5     | Săptămâna 5     | Săptămâna 5     | Săptămâna 5     | Săptămâna 5     | Săptămâna 5     | Săptămâna 5     | Săptămâna 5     | Săptămâna 5     | Săptămâna 5     | Săptămâna 5     | Săptămâna 5     | Săptămâna 5     | Săptămâna 5     | Săptămâna 5     | Săptămâna 5     | Săptămâna 5     | Săptămâna 5     | Săptămâna 5     | Săptămâna 5     | Săptămâna 5     | Săptămâna 5     | Săptămâna 5     | Săptămâna 5     | Săptămâna 5     | Săptămâna 5     | Săptămâna 5     | Săptămâna 5     | Săptămâna 5     | Săptămâna 5     | Săptămâna 5     | Săptămâna 5     | Săptămâna 5     | Săptămâna 5     | Săptămâna 5     | Săptămâna 5     | Săptămâna 5     | Săptămâna 5     | Săptămâna 5     | Săptămâna 5     | Săptămâna 5     | Săptămâna 5     | Săptămâna 5     | Săptămâna 5     | Săptămâna 5     | Săptămâna 5     | Săptămâna 5     | Săptămâna 5     | Săptămâna 5     | Săptămâna 5     | Săptămâna 5     | Săptămâna 5     | Săptămâna 5     | Săptămâna 5     | Săptămâna 5     | Săptămâna 5     | Săptămâna 5     | Săptămâna 5     | Săptămâna 5     | Săptămâna 5     | Săptămâna 5     | Săptămâna 5     | Săptămâna 5     | Săptămâna 5     | Săptămâna 5     | Săptămâna 5     | Săptămâna 5     | Săptămâna 5     | Săptămâna 5     | Săptămâna 5     | Săptămâna 5     | Săptămâna 5     | Săptămâna 5     | Săptămâna 5     | Săptămâna 5     | Săptămâna 5     | Săptămâna 5     | Săptămâna 5     | Săptămâna 5     | Săptămâna 5     | Săptămâna 5     | Săptămâna 5     | Săptămâna 5     | Săptămâna 5     | Săptămâna 5     | Săptămâna 5     | Săptămâna 5     | Săptămâna 5     | Săptămâna 5     | Săptămâna 5     | Disco        | Disco        | Disco        | Disco        | Disco        | Disco        | Disco        | Disco        | Disco        | Disco        | Disco        | Disco        | Disco        | Disco        | Disco        | Disco        | Disco        | Disco        | Disco        | Disco        | Disco        | Disco        | Disco        | Disco        | Disco        | Disco        | Disco        | Disco        | Disco        | Disco        | Disco        | Disco        | Disco        | Disco        | Disco        | Disco        | Disco        | Disco        | Disco        | Disco        | Disco        | Disco        | Disco        | Disco        | Disco        | Disco        | Disco        | Disco        | Disco        | Disco        | Disco        | Disco        | Disco        | Disco        | Disco        | Disco        | Disco        | Disco        | Disco        | Disco        | Disco        | Disco        | Disco        | Disco        | Disco        | Disco        | Disco        | Disco        | Disco        | Disco        | Disco        | Disco        | Disco        | Disco        | Disco        | Disco        | Disco        | Disco        | Disco        | Disco        | Disco        | Disco        | Disco        | Disco        | Disco        | Disco        | Disco        | Disco        | Disco        | Disco        | Disco        | Disco        | Disco        | Disco        | Disco        | Disco        | Disco        | Disco        | Disco        | Disco        | "Relight My Fire"      | "Relight My Fire"      | "Relight My Fire"      | "Relight My Fire"      | "Relight My Fire"      | "Relight My Fire"      | "Relight My Fire"      | "Relight My Fire"      | "Relight My Fire"      | "Relight My Fire"      | "Relight My Fire"      | "Relight My Fire"      | "Relight My Fire"      | "Relight My Fire"      | "Relight My Fire"      | "Relight My Fire"      | "Relight My Fire"      | "Relight My Fire"      | "Relight My Fire"      | "Relight My Fire"      | "Relight My Fire"      | "Relight My Fire"      | "Relight My Fire"      | "Relight My Fire"      | "Relight My Fire"      | "Relight My Fire"      | "Relight My Fire"      | "Relight My Fire"      | "Relight My Fire"      | "Relight My Fire"      | "Relight My Fire"      | "Relight My Fire"      | "Relight My Fire"      | "Relight My Fire"      | "Relight My Fire"      | "Relight My Fire"      | "Relight My Fire"      | "Relight My Fire"      | "Relight My Fire"      | "Relight My Fire"      | "Relight My Fire"      | "Relight My Fire"      | "Relight My Fire"      | "Relight My Fire"      | "Relight My Fire"      | "Relight My Fire"      | "Relight My Fire"      | "Relight My Fire"      | "Relight My Fire"      | "Relight My Fire"      | "Relight My Fire"      | "Relight My Fire"      | "Relight My Fire"      | "Relight My Fire"      | "Relight My Fire"      | "Relight My Fire"      | "Relight My Fire"      | "Relight My Fire"      | "Relight My Fire"      | "Relight My Fire"      | "Relight My Fire"      | "Relight My Fire"      | "Relight My Fire"      | "Relight My Fire"      | "Relight My Fire"      | "Relight My Fire"      | "Relight My Fire"      | "Relight My Fire"      | "Relight My Fire"      | "Relight My Fire"      | "Relight My Fire"      | "Relight My Fire"      | "Relight My Fire"      | "Relight My Fire"      | "Relight My Fire"      | "Relight My Fire"      | "Relight My Fire"      | "Relight My Fire"      | "Relight My Fire"      | "Relight My Fire"      | "Relight My Fire"      | "Relight My Fire"      | "Relight My Fire"      | "Relight My Fire"      | "Relight My Fire"      | "Relight My Fire"      | "Relight My Fire"      | "Relight My Fire"      | "Relight My Fire"      | "Relight My Fire"      | "Relight My Fire"      | "Relight My Fire"      | "Relight My Fire"      | "Relight My Fire"      | "Relight My Fire"      | "Relight My Fire"      | "Relight My Fire"      | "Relight My Fire"      | "Relight My Fire"      | "Relight My Fire"      | "Relight My Fire"      | "Relight My Fire"      | "Relight My Fire"      | "Relight My Fire"      | "Relight My Fire"      | "Relight My Fire"      | "Relight My Fire"      | "Relight My Fire"      | "Relight My Fire"      | "Relight My Fire"      | "Relight My Fire"      | "Relight My Fire"      | "Relight My Fire"      | "Relight My Fire"      | "Relight My Fire"      | "Relight My Fire"      | "Relight My Fire"      | "Relight My Fire"      | "Relight My Fire"      | "Relight My Fire"      | "Relight My Fire"      | "Relight My Fire"      | "Relight My Fire"      | "Relight My Fire"      | "Relight My Fire"      | "Relight My Fire"      | "Relight My Fire"      | "Relight My Fire"      | "Relight My Fire"      | "Relight My Fire"      | Dan Hartman       | Dan Hartman       | Dan Hartman       | Dan Hartman       | Dan Hartman       | Dan Hartman       | Dan Hartman       | Dan Hartman       | Dan Hartman       | Dan Hartman       | Dan Hartman       | Dan Hartman       | Dan Hartman       | Dan Hartman       | Dan Hartman       | Dan Hartman       | Dan Hartman       | Dan Hartman       | Dan Hartman       | Dan Hartman       | Dan Hartman       | Dan Hartman       | Dan Hartman       | Dan Hartman       | Dan Hartman       | Dan Hartman       | Dan Hartman       | Dan Hartman       | Dan Hartman       | Dan Hartman       | Dan Hartman       | Dan Hartman       | Dan Hartman       | Dan Hartman       | Dan Hartman       | Dan Hartman       | Dan Hartman       | Dan Hartman       | Dan Hartman       | Dan Hartman       | Dan Hartman       | Dan Hartman       | Dan Hartman       | Dan Hartman       | Dan Hartman       | Dan Hartman       | Dan Hartman       | Dan Hartman       | Dan Hartman       | Dan Hartman       | Dan Hartman       | Dan Hartman       | Dan Hartman       | Dan Hartman       | Dan Hartman       | Dan Hartman       | Dan Hartman       | Dan Hartman       | Dan Hartman       | Dan Hartman       | Dan Hartman       | Dan Hartman       | Dan Hartman       | Dan Hartman       | Dan Hartman       | Dan Hartman       | Dan Hartman       | Dan Hartman       | Dan Hartman       | Dan Hartman       | Dan Hartman       | Dan Hartman       | Dan Hartman       | Dan Hartman       | Dan Hartman       | Dan Hartman       | Dan Hartman       | Dan Hartman       | Dan Hartman       | Dan Hartman       | Dan Hartman       | Dan Hartman       | Dan Hartman       | Dan Hartman       | Dan Hartman       | Dan Hartman       | Dan Hartman       | Dan Hartman       | Dan Hartman       | Dan Hartman       | Dan Hartman       | Dan Hartman       | Dan Hartman       | Dan Hartman       | Dan Hartman       | Dan Hartman       | Dan Hartman       | Dan Hartman       | Dan Hartman       | Dan Hartman       |
| Săptămâna 6     | Săptămâna 6     | Săptămâna 6     | Săptămâna 6     | Săptămâna 6     | Săptămâna 6     | Săptămâna 6     | Săptămâna 6     | Săptămâna 6     | Săptămâna 6     | Săptămâna 6     | Săptămâna 6     | Săptămâna 6     | Săptămâna 6     | Săptămâna 6     | Săptămâna 6     | Săptămâna 6     | Săptămâna 6     | Săptămâna 6     | Săptămâna 6     | Săptămâna 6     | Săptămâna 6     | Săptămâna 6     | Săptămâna 6     | Săptămâna 6     | Săptămâna 6     | Săptămâna 6     | Săptămâna 6     | Săptămâna 6     | Săptămâna 6     | Săptămâna 6     | Săptămâna 6     | Săptămâna 6     | Săptămâna 6     | Săptămâna 6     | Săptămâna 6     | Săptămâna 6     | Săptămâna 6     | Săptămâna 6     | Săptămâna 6     | Săptămâna 6     | Săptămâna 6     | Săptămâna 6     | Săptămâna 6     | Săptămâna 6     | Săptămâna 6     | Săptămâna 6     | Săptămâna 6     | Săptămâna 6     | Săptămâna 6     | Săptămâna 6     | Săptămâna 6     | Săptămâna 6     | Săptămâna 6     | Săptămâna 6     | Săptămâna 6     | Săptămâna 6     | Săptămâna 6     | Săptămâna 6     | Săptămâna 6     | Săptămâna 6     | Săptămâna 6     | Săptămâna 6     | Săptămâna 6     | Săptămâna 6     | Săptămâna 6     | Săptămâna 6     | Săptămâna 6     | Săptămâna 6     | Săptămâna 6     | Săptămâna 6     | Săptămâna 6     | Săptămâna 6     | Săptămâna 6     | Săptămâna 6     | Săptămâna 6     | Săptămâna 6     | Săptămâna 6     | Săptămâna 6     | Săptămâna 6     | Săptămâna 6     | Săptămâna 6     | Săptămâna 6     | Săptămâna 6     | Săptămâna 6     | Săptămâna 6     | Săptămâna 6     | Săptămâna 6     | Săptămâna 6     | Săptămâna 6     | Cocktail     | Cocktail     | Cocktail     | Cocktail     | Cocktail     | Cocktail     | Cocktail     | Cocktail     | Cocktail     | Cocktail     | Cocktail     | Cocktail     | Cocktail     | Cocktail     | Cocktail     | Cocktail     | Cocktail     | Cocktail     | Cocktail     | Cocktail     | Cocktail     | Cocktail     | Cocktail     | Cocktail     | Cocktail     | Cocktail     | Cocktail     | Cocktail     | Cocktail     | Cocktail     | Cocktail     | Cocktail     | Cocktail     | Cocktail     | Cocktail     | Cocktail     | Cocktail     | Cocktail     | Cocktail     | Cocktail     | Cocktail     | Cocktail     | Cocktail     | Cocktail     | Cocktail     | Cocktail     | Cocktail     | Cocktail     | Cocktail     | Cocktail     | Cocktail     | Cocktail     | Cocktail     | Cocktail     | Cocktail     | Cocktail     | Cocktail     | Cocktail     | Cocktail     | Cocktail     | Cocktail     | Cocktail     | Cocktail     | Cocktail     | Cocktail     | Cocktail     | Cocktail     | Cocktail     | Cocktail     | Cocktail     | Cocktail     | Cocktail     | Cocktail     | Cocktail     | Cocktail     | Cocktail     | Cocktail     | Cocktail     | Cocktail     | Cocktail     | Cocktail     | Cocktail     | Cocktail     | Cocktail     | Cocktail     | Cocktail     | Cocktail     | Cocktail     | Cocktail     | Cocktail     | Cocktail     | Cocktail     | Cocktail     | Cocktail     | Cocktail     | Cocktail     | Cocktail     | Cocktail     | Cocktail     | Cocktail     | "It's Not Unusual"     | "It's Not Unusual"     | "It's Not Unusual"     | "It's Not Unusual"     | "It's Not Unusual"     | "It's Not Unusual"     | "It's Not Unusual"     | "It's Not Unusual"     | "It's Not Unusual"     | "It's Not Unusual"     | "It's Not Unusual"     | "It's Not Unusual"     | "It's Not Unusual"     | "It's Not Unusual"     | "It's Not Unusual"     | "It's Not Unusual"     | "It's Not Unusual"     | "It's Not Unusual"     | "It's Not Unusual"     | "It's Not Unusual"     | "It's Not Unusual"     | "It's Not Unusual"     | "It's Not Unusual"     | "It's Not Unusual"     | "It's Not Unusual"     | "It's Not Unusual"     | "It's Not Unusual"     | "It's Not Unusual"     | "It's Not Unusual"     | "It's Not Unusual"     | "It's Not Unusual"     | "It's Not Unusual"     | "It's Not Unusual"     | "It's Not Unusual"     | "It's Not Unusual"     | "It's Not Unusual"     | "It's Not Unusual"     | "It's Not Unusual"     | "It's Not Unusual"     | "It's Not Unusual"     | "It's Not Unusual"     | "It's Not Unusual"     | "It's Not Unusual"     | "It's Not Unusual"     | "It's Not Unusual"     | "It's Not Unusual"     | "It's Not Unusual"     | "It's Not Unusual"     | "It's Not Unusual"     | "It's Not Unusual"     | "It's Not Unusual"     | "It's Not Unusual"     | "It's Not Unusual"     | "It's Not Unusual"     | "It's Not Unusual"     | "It's Not Unusual"     | "It's Not Unusual"     | "It's Not Unusual"     | "It's Not Unusual"     | "It's Not Unusual"     | "It's Not Unusual"     | "It's Not Unusual"     | "It's Not Unusual"     | "It's Not Unusual"     | "It's Not Unusual"     | "It's Not Unusual"     | "It's Not Unusual"     | "It's Not Unusual"     | "It's Not Unusual"     | "It's Not Unusual"     | "It's Not Unusual"     | "It's Not Unusual"     | "It's Not Unusual"     | "It's Not Unusual"     | "It's Not Unusual"     | "It's Not Unusual"     | "It's Not Unusual"     | "It's Not Unusual"     | "It's Not Unusual"     | "It's Not Unusual"     | "It's Not Unusual"     | "It's Not Unusual"     | "It's Not Unusual"     | "It's Not Unusual"     | "It's Not Unusual"     | "It's Not Unusual"     | "It's Not Unusual"     | "It's Not Unusual"     | "It's Not Unusual"     | "It's Not Unusual"     | "It's Not Unusual"     | "It's Not Unusual"     | "It's Not Unusual"     | "It's Not Unusual"     | "It's Not Unusual"     | "It's Not Unusual"     | "It's Not Unusual"     | "It's Not Unusual"     | "It's Not Unusual"     | "It's Not Unusual"     | "It's Not Unusual"     | "It's Not Unusual"     | "It's Not Unusual"     | "It's Not Unusual"     | "It's Not Unusual"     | "It's Not Unusual"     | "It's Not Unusual"     | "It's Not Unusual"     | "It's Not Unusual"     | "It's Not Unusual"     | "It's Not Unusual"     | "It's Not Unusual"     | "It's Not Unusual"     | "It's Not Unusual"     | "It's Not Unusual"     | "It's Not Unusual"     | "It's Not Unusual"     | "It's Not Unusual"     | "It's Not Unusual"     | "It's Not Unusual"     | "It's Not Unusual"     | "It's Not Unusual"     | "It's Not Unusual"     | "It's Not Unusual"     | "It's Not Unusual"     | "It's Not Unusual"     | "It's Not Unusual"     | "It's Not Unusual"     | "It's Not Unusual"     | "It's Not Unusual"     | Tom Jones         | Tom Jones         | Tom Jones         | Tom Jones         | Tom Jones         | Tom Jones         | Tom Jones         | Tom Jones         | Tom Jones         | Tom Jones         | Tom Jones         | Tom Jones         | Tom Jones         | Tom Jones         | Tom Jones         | Tom Jones         | Tom Jones         | Tom Jones         | Tom Jones         | Tom Jones         | Tom Jones         | Tom Jones         | Tom Jones         | Tom Jones         | Tom Jones         | Tom Jones         | Tom Jones         | Tom Jones         | Tom Jones         | Tom Jones         | Tom Jones         | Tom Jones         | Tom Jones         | Tom Jones         | Tom Jones         | Tom Jones         | Tom Jones         | Tom Jones         | Tom Jones         | Tom Jones         | Tom Jones         | Tom Jones         | Tom Jones         | Tom Jones         | Tom Jones         | Tom Jones         | Tom Jones         | Tom Jones         | Tom Jones         | Tom Jones         | Tom Jones         | Tom Jones         | Tom Jones         | Tom Jones         | Tom Jones         | Tom Jones         | Tom Jones         | Tom Jones         | Tom Jones         | Tom Jones         | Tom Jones         | Tom Jones         | Tom Jones         | Tom Jones         | Tom Jones         | Tom Jones         | Tom Jones         | Tom Jones         | Tom Jones         | Tom Jones         | Tom Jones         | Tom Jones         | Tom Jones         | Tom Jones         | Tom Jones         | Tom Jones         | Tom Jones         | Tom Jones         | Tom Jones         | Tom Jones         | Tom Jones         | Tom Jones         | Tom Jones         | Tom Jones         | Tom Jones         | Tom Jones         | Tom Jones         | Tom Jones         | Tom Jones         | Tom Jones         | Tom Jones         | Tom Jones         | Tom Jones         | Tom Jones         | Tom Jones         | Tom Jones         | Tom Jones         | Tom Jones         | Tom Jones         | Tom Jones         |
| Săptămâna 7 (1) | Săptămâna 7 (1) | Săptămâna 7 (1) | Săptămâna 7 (1) | Săptămâna 7 (1) | Săptămâna 7 (1) | Săptămâna 7 (1) | Săptămâna 7 (1) | Săptămâna 7 (1) | Săptămâna 7 (1) | Săptămâna 7 (1) | Săptămâna 7 (1) | Săptămâna 7 (1) | Săptămâna 7 (1) | Săptămâna 7 (1) | Săptămâna 7 (1) | Săptămâna 7 (1) | Săptămâna 7 (1) | Săptămâna 7 (1) | Săptămâna 7 (1) | Săptămâna 7 (1) | Săptămâna 7 (1) | Săptămâna 7 (1) | Săptămâna 7 (1) | Săptămâna 7 (1) | Săptămâna 7 (1) | Săptămâna 7 (1) | Săptămâna 7 (1) | Săptămâna 7 (1) | Săptămâna 7 (1) | Săptămâna 7 (1) | Săptămâna 7 (1) | Săptămâna 7 (1) | Săptămâna 7 (1) | Săptămâna 7 (1) | Săptămâna 7 (1) | Săptămâna 7 (1) | Săptămâna 7 (1) | Săptămâna 7 (1) | Săptămâna 7 (1) | Săptămâna 7 (1) | Săptămâna 7 (1) | Săptămâna 7 (1) | Săptămâna 7 (1) | Săptămâna 7 (1) | Săptămâna 7 (1) | Săptămâna 7 (1) | Săptămâna 7 (1) | Săptămâna 7 (1) | Săptămâna 7 (1) | Săptămâna 7 (1) | Săptămâna 7 (1) | Săptămâna 7 (1) | Săptămâna 7 (1) | Săptămâna 7 (1) | Săptămâna 7 (1) | Săptămâna 7 (1) | Săptămâna 7 (1) | Săptămâna 7 (1) | Săptămâna 7 (1) | Săptămâna 7 (1) | Săptămâna 7 (1) | Săptămâna 7 (1) | Săptămâna 7 (1) | Săptămâna 7 (1) | Săptămâna 7 (1) | Săptămâna 7 (1) | Săptămâna 7 (1) | Săptămâna 7 (1) | Săptămâna 7 (1) | Săptămâna 7 (1) | Săptămâna 7 (1) | Săptămâna 7 (1) | Săptămâna 7 (1) | Săptămâna 7 (1) | Săptămâna 7 (1) | Săptămâna 7 (1) | Săptămâna 7 (1) | Săptămâna 7 (1) | Săptămâna 7 (1) | Săptămâna 7 (1) | Săptămâna 7 (1) | Săptămâna 7 (1) | Săptămâna 7 (1) | Săptămâna 7 (1) | Săptămâna 7 (1) | Săptămâna 7 (1) | Săptămâna 7 (1) | Săptămâna 7 (1) | Săptămâna 7 (1) | Rock         | Rock         | Rock         | Rock         | Rock         | Rock         | Rock         | Rock         | Rock         | Rock         | Rock         | Rock         | Rock         | Rock         | Rock         | Rock         | Rock         | Rock         | Rock         | Rock         | Rock         | Rock         | Rock         | Rock         | Rock         | Rock         | Rock         | Rock         | Rock         | Rock         | Rock         | Rock         | Rock         | Rock         | Rock         | Rock         | Rock         | Rock         | Rock         | Rock         | Rock         | Rock         | Rock         | Rock         | Rock         | Rock         | Rock         | Rock         | Rock         | Rock         | Rock         | Rock         | Rock         | Rock         | Rock         | Rock         | Rock         | Rock         | Rock         | Rock         | Rock         | Rock         | Rock         | Rock         | Rock         | Rock         | Rock         | Rock         | Rock         | Rock         | Rock         | Rock         | Rock         | Rock         | Rock         | Rock         | Rock         | Rock         | Rock         | Rock         | Rock         | Rock         | Rock         | Rock         | Rock         | Rock         | Rock         | Rock         | Rock         | Rock         | Rock         | Rock         | Rock         | Rock         | Rock         | Rock         | Rock         | Rock         | Rock         | Rock         | "Beautiful Day"        | "Beautiful Day"        | "Beautiful Day"        | "Beautiful Day"        | "Beautiful Day"        | "Beautiful Day"        | "Beautiful Day"        | "Beautiful Day"        | "Beautiful Day"        | "Beautiful Day"        | "Beautiful Day"        | "Beautiful Day"        | "Beautiful Day"        | "Beautiful Day"        | "Beautiful Day"        | "Beautiful Day"        | "Beautiful Day"        | "Beautiful Day"        | "Beautiful Day"        | "Beautiful Day"        | "Beautiful Day"        | "Beautiful Day"        | "Beautiful Day"        | "Beautiful Day"        | "Beautiful Day"        | "Beautiful Day"        | "Beautiful Day"        | "Beautiful Day"        | "Beautiful Day"        | "Beautiful Day"        | "Beautiful Day"        | "Beautiful Day"        | "Beautiful Day"        | "Beautiful Day"        | "Beautiful Day"        | "Beautiful Day"        | "Beautiful Day"        | "Beautiful Day"        | "Beautiful Day"        | "Beautiful Day"        | "Beautiful Day"        | "Beautiful Day"        | "Beautiful Day"        | "Beautiful Day"        | "Beautiful Day"        | "Beautiful Day"        | "Beautiful Day"        | "Beautiful Day"        | "Beautiful Day"        | "Beautiful Day"        | "Beautiful Day"        | "Beautiful Day"        | "Beautiful Day"        | "Beautiful Day"        | "Beautiful Day"        | "Beautiful Day"        | "Beautiful Day"        | "Beautiful Day"        | "Beautiful Day"        | "Beautiful Day"        | "Beautiful Day"        | "Beautiful Day"        | "Beautiful Day"        | "Beautiful Day"        | "Beautiful Day"        | "Beautiful Day"        | "Beautiful Day"        | "Beautiful Day"        | "Beautiful Day"        | "Beautiful Day"        | "Beautiful Day"        | "Beautiful Day"        | "Beautiful Day"        | "Beautiful Day"        | "Beautiful Day"        | "Beautiful Day"        | "Beautiful Day"        | "Beautiful Day"        | "Beautiful Day"        | "Beautiful Day"        | "Beautiful Day"        | "Beautiful Day"        | "Beautiful Day"        | "Beautiful Day"        | "Beautiful Day"        | "Beautiful Day"        | "Beautiful Day"        | "Beautiful Day"        | "Beautiful Day"        | "Beautiful Day"        | "Beautiful Day"        | "Beautiful Day"        | "Beautiful Day"        | "Beautiful Day"        | "Beautiful Day"        | "Beautiful Day"        | "Beautiful Day"        | "Beautiful Day"        | "Beautiful Day"        | "Beautiful Day"        | "Beautiful Day"        | "Beautiful Day"        | "Beautiful Day"        | "Beautiful Day"        | "Beautiful Day"        | "Beautiful Day"        | "Beautiful Day"        | "Beautiful Day"        | "Beautiful Day"        | "Beautiful Day"        | "Beautiful Day"        | "Beautiful Day"        | "Beautiful Day"        | "Beautiful Day"        | "Beautiful Day"        | "Beautiful Day"        | "Beautiful Day"        | "Beautiful Day"        | "Beautiful Day"        | "Beautiful Day"        | "Beautiful Day"        | "Beautiful Day"        | "Beautiful Day"        | "Beautiful Day"        | "Beautiful Day"        | "Beautiful Day"        | "Beautiful Day"        | "Beautiful Day"        | "Beautiful Day"        | "Beautiful Day"        | U2                | U2                | U2                | U2                | U2                | U2                | U2                | U2                | U2                | U2                | U2                | U2                | U2                | U2                | U2                | U2                | U2                | U2                | U2                | U2                | U2                | U2                | U2                | U2                | U2                | U2                | U2                | U2                | U2                | U2                | U2                | U2                | U2                | U2                | U2                | U2                | U2                | U2                | U2                | U2                | U2                | U2                | U2                | U2                | U2                | U2                | U2                | U2                | U2                | U2                | U2                | U2                | U2                | U2                | U2                | U2                | U2                | U2                | U2                | U2                | U2                | U2                | U2                | U2                | U2                | U2                | U2                | U2                | U2                | U2                | U2                | U2                | U2                | U2                | U2                | U2                | U2                | U2                | U2                | U2                | U2                | U2                | U2                | U2                | U2                | U2                | U2                | U2                | U2                | U2                | U2                | U2                | U2                | U2                | U2                | U2                | U2                | U2                | U2                | U2                |
| Săptămâna 7 (2) | Săptămâna 7 (2) | Săptămâna 7 (2) | Săptămâna 7 (2) | Săptămâna 7 (2) | Săptămâna 7 (2) | Săptămâna 7 (2) | Săptămâna 7 (2) | Săptămâna 7 (2) | Săptămâna 7 (2) | Săptămâna 7 (2) | Săptămâna 7 (2) | Săptămâna 7 (2) | Săptămâna 7 (2) | Săptămâna 7 (2) | Săptămâna 7 (2) | Săptămâna 7 (2) | Săptămâna 7 (2) | Săptămâna 7 (2) | Săptămâna 7 (2) | Săptămâna 7 (2) | Săptămâna 7 (2) | Săptămâna 7 (2) | Săptămâna 7 (2) | Săptămâna 7 (2) | Săptămâna 7 (2) | Săptămâna 7 (2) | Săptămâna 7 (2) | Săptămâna 7 (2) | Săptămâna 7 (2) | Săptămâna 7 (2) | Săptămâna 7 (2) | Săptămâna 7 (2) | Săptămâna 7 (2) | Săptămâna 7 (2) | Săptămâna 7 (2) | Săptămâna 7 (2) | Săptămâna 7 (2) | Săptămâna 7 (2) | Săptămâna 7 (2) | Săptămâna 7 (2) | Săptămâna 7 (2) | Săptămâna 7 (2) | Săptămâna 7 (2) | Săptămâna 7 (2) | Săptămâna 7 (2) | Săptămâna 7 (2) | Săptămâna 7 (2) | Săptămâna 7 (2) | Săptămâna 7 (2) | Săptămâna 7 (2) | Săptămâna 7 (2) | Săptămâna 7 (2) | Săptămâna 7 (2) | Săptămâna 7 (2) | Săptămâna 7 (2) | Săptămâna 7 (2) | Săptămâna 7 (2) | Săptămâna 7 (2) | Săptămâna 7 (2) | Săptămâna 7 (2) | Săptămâna 7 (2) | Săptămâna 7 (2) | Săptămâna 7 (2) | Săptămâna 7 (2) | Săptămâna 7 (2) | Săptămâna 7 (2) | Săptămâna 7 (2) | Săptămâna 7 (2) | Săptămâna 7 (2) | Săptămâna 7 (2) | Săptămâna 7 (2) | Săptămâna 7 (2) | Săptămâna 7 (2) | Săptămâna 7 (2) | Săptămâna 7 (2) | Săptămâna 7 (2) | Săptămâna 7 (2) | Săptămâna 7 (2) | Săptămâna 7 (2) | Săptămâna 7 (2) | Săptămâna 7 (2) | Săptămâna 7 (2) | Săptămâna 7 (2) | Săptămâna 7 (2) | Săptămâna 7 (2) | Săptămâna 7 (2) | Săptămâna 7 (2) | Săptămâna 7 (2) | Săptămâna 7 (2) | Rock         | Rock         | Rock         | Rock         | Rock         | Rock         | Rock         | Rock         | Rock         | Rock         | Rock         | Rock         | Rock         | Rock         | Rock         | Rock         | Rock         | Rock         | Rock         | Rock         | Rock         | Rock         | Rock         | Rock         | Rock         | Rock         | Rock         | Rock         | Rock         | Rock         | Rock         | Rock         | Rock         | Rock         | Rock         | Rock         | Rock         | Rock         | Rock         | Rock         | Rock         | Rock         | Rock         | Rock         | Rock         | Rock         | Rock         | Rock         | Rock         | Rock         | Rock         | Rock         | Rock         | Rock         | Rock         | Rock         | Rock         | Rock         | Rock         | Rock         | Rock         | Rock         | Rock         | Rock         | Rock         | Rock         | Rock         | Rock         | Rock         | Rock         | Rock         | Rock         | Rock         | Rock         | Rock         | Rock         | Rock         | Rock         | Rock         | Rock         | Rock         | Rock         | Rock         | Rock         | Rock         | Rock         | Rock         | Rock         | Rock         | Rock         | Rock         | Rock         | Rock         | Rock         | Rock         | Rock         | Rock         | Rock         | Rock         | Rock         | "The Reason"           | "The Reason"           | "The Reason"           | "The Reason"           | "The Reason"           | "The Reason"           | "The Reason"           | "The Reason"           | "The Reason"           | "The Reason"           | "The Reason"           | "The Reason"           | "The Reason"           | "The Reason"           | "The Reason"           | "The Reason"           | "The Reason"           | "The Reason"           | "The Reason"           | "The Reason"           | "The Reason"           | "The Reason"           | "The Reason"           | "The Reason"           | "The Reason"           | "The Reason"           | "The Reason"           | "The Reason"           | "The Reason"           | "The Reason"           | "The Reason"           | "The Reason"           | "The Reason"           | "The Reason"           | "The Reason"           | "The Reason"           | "The Reason"           | "The Reason"           | "The Reason"           | "The Reason"           | "The Reason"           | "The Reason"           | "The Reason"           | "The Reason"           | "The Reason"           | "The Reason"           | "The Reason"           | "The Reason"           | "The Reason"           | "The Reason"           | "The Reason"           | "The Reason"           | "The Reason"           | "The Reason"           | "The Reason"           | "The Reason"           | "The Reason"           | "The Reason"           | "The Reason"           | "The Reason"           | "The Reason"           | "The Reason"           | "The Reason"           | "The Reason"           | "The Reason"           | "The Reason"           | "The Reason"           | "The Reason"           | "The Reason"           | "The Reason"           | "The Reason"           | "The Reason"           | "The Reason"           | "The Reason"           | "The Reason"           | "The Reason"           | "The Reason"           | "The Reason"           | "The Reason"           | "The Reason"           | "The Reason"           | "The Reason"           | "The Reason"           | "The Reason"           | "The Reason"           | "The Reason"           | "The Reason"           | "The Reason"           | "The Reason"           | "The Reason"           | "The Reason"           | "The Reason"           | "The Reason"           | "The Reason"           | "The Reason"           | "The Reason"           | "The Reason"           | "The Reason"           | "The Reason"           | "The Reason"           | "The Reason"           | "The Reason"           | "The Reason"           | "The Reason"           | "The Reason"           | "The Reason"           | "The Reason"           | "The Reason"           | "The Reason"           | "The Reason"           | "The Reason"           | "The Reason"           | "The Reason"           | "The Reason"           | "The Reason"           | "The Reason"           | "The Reason"           | "The Reason"           | "The Reason"           | "The Reason"           | "The Reason"           | "The Reason"           | "The Reason"           | "The Reason"           | "The Reason"           | "The Reason"           | "The Reason"           | "The Reason"           | "The Reason"           | "The Reason"           | Hoobastank        | Hoobastank        | Hoobastank        | Hoobastank        | Hoobastank        | Hoobastank        | Hoobastank        | Hoobastank        | Hoobastank        | Hoobastank        | Hoobastank        | Hoobastank        | Hoobastank        | Hoobastank        | Hoobastank        | Hoobastank        | Hoobastank        | Hoobastank        | Hoobastank        | Hoobastank        | Hoobastank        | Hoobastank        | Hoobastank        | Hoobastank        | Hoobastank        | Hoobastank        | Hoobastank        | Hoobastank        | Hoobastank        | Hoobastank        | Hoobastank        | Hoobastank        | Hoobastank        | Hoobastank        | Hoobastank        | Hoobastank        | Hoobastank        | Hoobastank        | Hoobastank        | Hoobastank        | Hoobastank        | Hoobastank        | Hoobastank        | Hoobastank        | Hoobastank        | Hoobastank        | Hoobastank        | Hoobastank        | Hoobastank        | Hoobastank        | Hoobastank        | Hoobastank        | Hoobastank        | Hoobastank        | Hoobastank        | Hoobastank        | Hoobastank        | Hoobastank        | Hoobastank        | Hoobastank        | Hoobastank        | Hoobastank        | Hoobastank        | Hoobastank        | Hoobastank        | Hoobastank        | Hoobastank        | Hoobastank        | Hoobastank        | Hoobastank        | Hoobastank        | Hoobastank        | Hoobastank        | Hoobastank        | Hoobastank        | Hoobastank        | Hoobastank        | Hoobastank        | Hoobastank        | Hoobastank        | Hoobastank        | Hoobastank        | Hoobastank        | Hoobastank        | Hoobastank        | Hoobastank        | Hoobastank        | Hoobastank        | Hoobastank        | Hoobastank        | Hoobastank        | Hoobastank        | Hoobastank        | Hoobastank        | Hoobastank        | Hoobastank        | Hoobastank        | Hoobastank        | Hoobastank        | Hoobastank        |

### 2006:Let's Dance

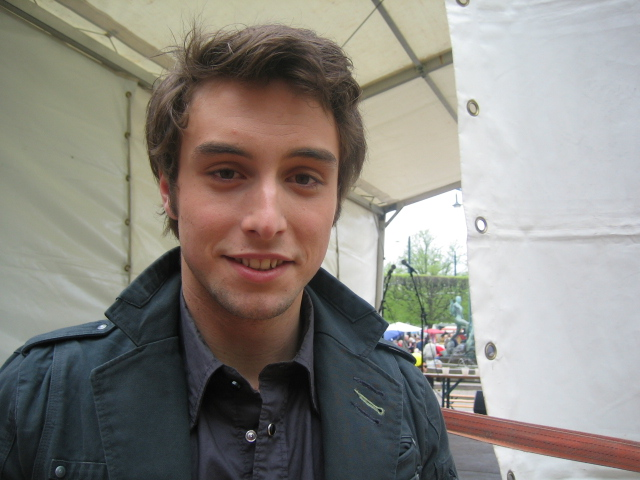
Zelmerlöw în 2006

Zelmerlöw a participat în primul sezon al show-ului "Let's Dance" (Să dansăm) în colaborare cu Maria Karlsson. Aceștia au câștigat concursul învingând-o pe Anna Book în finală.
În același an a participat în versiunea muzicală "Grease" interpretând-ul pe Danny Zuko. Ca rezultat a semnat un contract cu o casă de discuri pentru a putea lansa un album solo.

### 2007–08: Melodifestivalen șiStand by For...

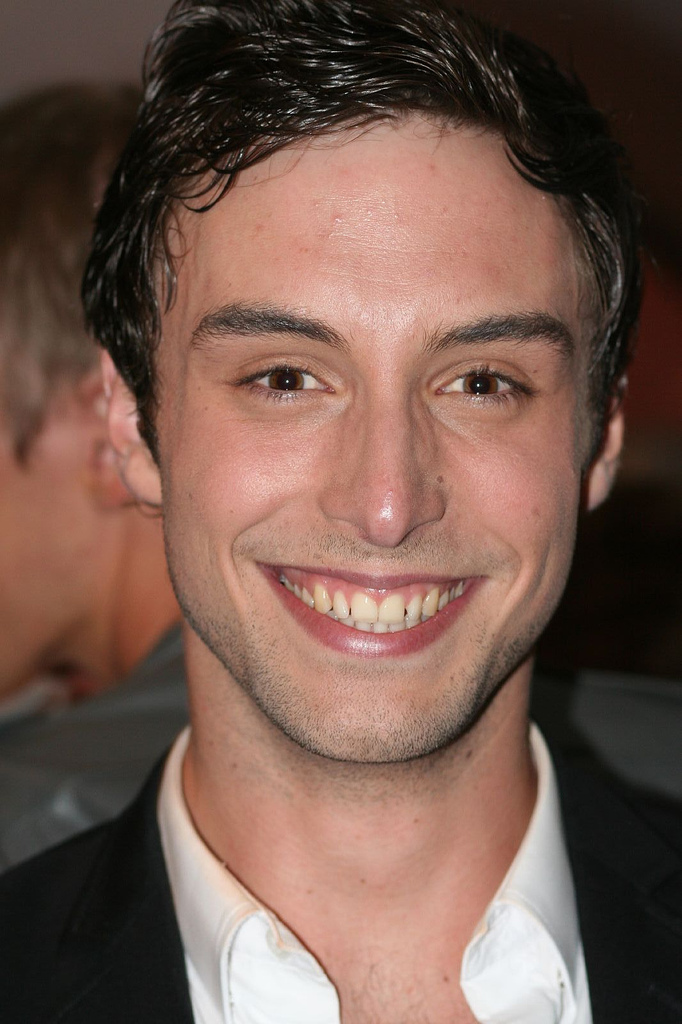
Zelmerlöw în 2007

În noiembrie 2006 a fost anunțată participare lui la Melodifestivalen 2007, selecția Suediei pentru Concursul Muzical Eurovision 2007 care se va fi desfășurat în Helsinki, Finlanda. Zelmerlöw a participat cu piesa "Cara Mia" în cea de a treia semifinală care s-a desfășurat pe data de 17 februarie 2007 în Örnsköldsvik, avansând în finala care s-a desfășurat la Stockholm pe 10 martie 2007. A obținut locul 3 nereușind astfel să reprezinte Suedia în Helsinki.
"Cara Mia" a fost lansată mai târziu ca single al albumului "Stand by For", primul album din cariera muzicală a lui Måns. Albumul a urcat foarte repede pe primul loc în Suedia, iar toate cele 4 piese care alcătuiau albumul au intrat în TOP 50.

### 2009: MelodifestivalenMZW

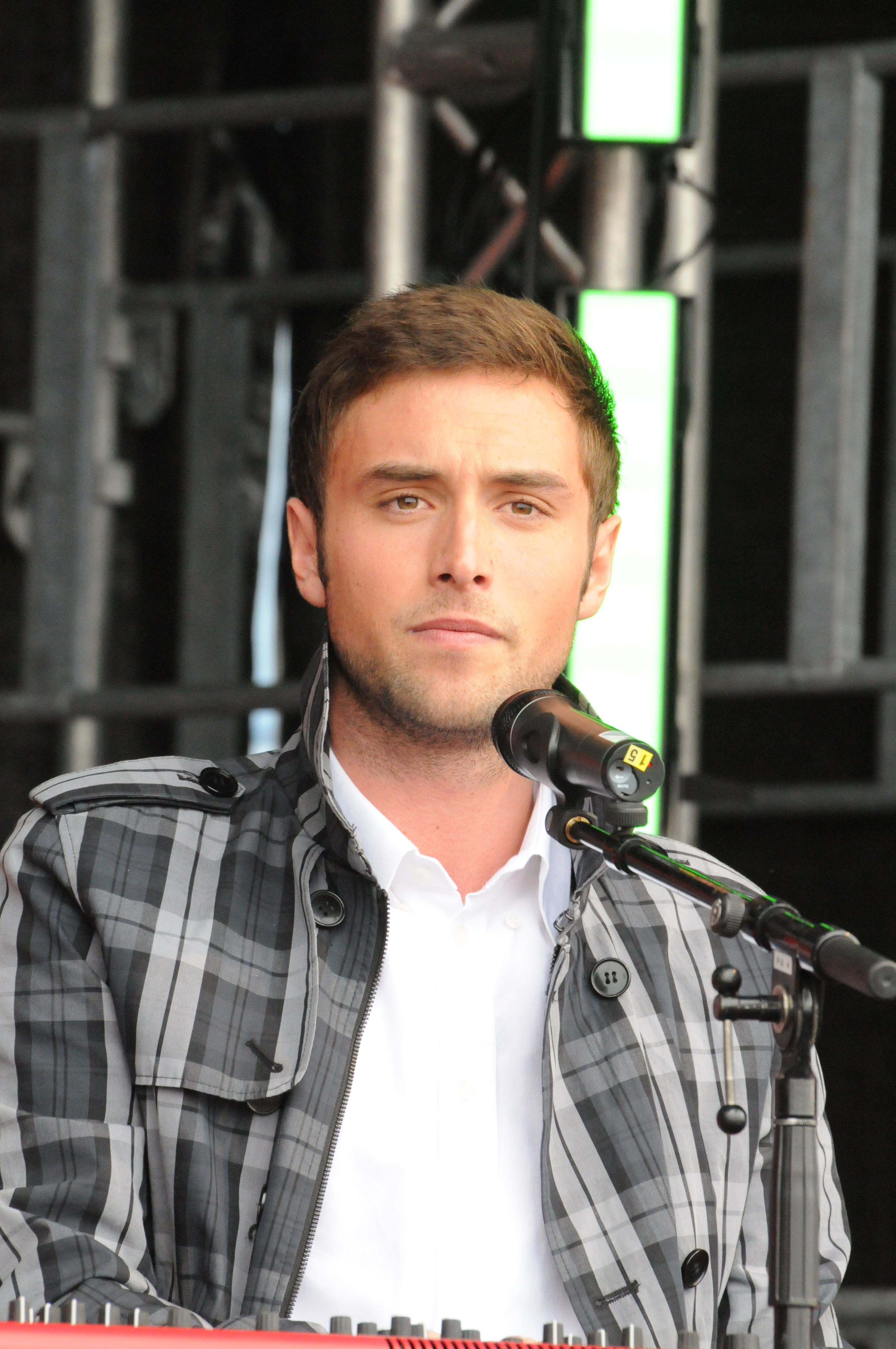
Zelmerlöw în 2009

Pe 18 noiembrie 2008 se anunța că Zelmerlöw avea să participe din nou în Melodifestivalen pentru șansa de a reprezenta Suedia la Moscova. Piesa "Hope&Glory" a ajuns în finală unde s-a clasat numai pe locul 4, Zelmerlöw ratând din nou șansa de a-și reprezenta țara în cadrul Concursului Muzical Eurovision.
În 2008 a lansat cel de al doilea album al său, "MZW" . Acesta a cucerit primele locuri în topuri atât în Suedia cât și în Polonia. În vara anului 2009, Zelmerlöw a pornit într-un turneu în care a cântat piese de pe ambele albume.

### 2015–prezent: Concursul Muzical Eurosivion
După câștigarea concursului național Melodifestivalen cu piesa "Heroes", Zelmerlöw a reprezentat Suedia la Concursul Muzical Eurovision 2015 la Viena, Austria , acumuland 365 de puncte ..

## Viața personală
Zelmerlöw are o soră mai tânără. Sporturile preferate includ fotbalul, tenisul și golful. Între 2008 și 2011, a fost mediatizat faptul că ar avea o relație cu Marie Serneholt, fosta membră a formației pop A-Teens.
Zelmerlöw este căsătorit cu Ciara Janson

## Discografie

### Single-uri
| 2007                | "Cara Mia"                                            | 1  | 4  | 38 | 43 | Stand By For...   |
| 2007                | "Work Of Art (Da Vinci)"                              | 16 | —  | —  | —  | Stand By For...   |
| 2007                | "Brother oh Brother"                                  | 7  | 12 | —  | 4  | Stand By For...   |
| 2008                | "Miss America"                                        | 47 | —  | —  | 22 | Stand By For...   |
| 2009                | "Hope and Glory"                                      | 2  | —  | —  | 64 | MZW               |
| 2009                | "Hold On"                                             | 24 | —  | —  | —  | MZW               |
| 2009                | "Rewind" (lansare doar în Polonia)                    | —  | —  | —  | 21 | MZW               |
| 2013                | "Broken Parts"                                        | —  | —  | —  | —  | Barcelona Session |
| 2013                | "Beautiful Life"                                      | —  | —  | —  | —  | Barcelona Session |
| 2015                | "Heroes"                                              | 1  | —  | —  | —  |                   |
| Singlesuri speciale |                                                       |    |    |    |    |                   |
| 2007                | "All I Want For Christmas Is You (cu Agnes Carlsson)" | 3  | —  | —  | —  | Single            |
| 2010                | "Precious To Me (cu Maria Haukaas Storeng)"           | —  | —  | —  | —  | Single            |
| Alte piese          |                                                       |    |    |    |    |                   |
| 2007                | "Maniac"                                              | —  | —  | —  | 49 | Stand By For...   |
| 2009                | "Impossible"                                          | 48 | —  | —  | —  | MZW               |
| 2015                | "Heroes"                                              | 1  |    |    |    | Perfectly Damaged |